# Eurovision Song Contest 2013

Länder som deltog i finalen.
Länder som inte tog sig till final.
Länder som tävlat förut men inte deltog 2013.

Eurovision Song Contest 2013 var den 58:e upplagan av Eurovision Song Contest som ägde rum den 14, 16 och 18 maj 2013 i Malmö Arena i Malmö, Sverige. Detta efter att låten Euphoria, framförd av Loreen, vunnit föregående års tävling. 39 länder anmälde sig till att tävla det här året, inklusive en återkomst av Armenien efter ett års uppehåll. Totalt sett blev det dock tre länder färre jämfört med året innan eftersom Bosnien och Hercegovina, Portugal, Slovakien och Turkiet valde att inte tävla det här året. I finalen segrade Danmark med bidraget Only Teardrops framförd av Emmelie de Forest.
Inför tävlingen valde Sveriges Television (SVT), som var ansvarigt TV-bolag för sändningarna, att göra flera stora förändringar. Exempelvis blev kostnaderna betydligt lägre jämfört med tidigare år och  tävlingen leddes av en ensam programledare, Petra Mede. Andra stora förändringar som gjordes var att lottningen för startordningarna delvis skrotades och att fokus lades på artisterna i de så kallade vykorten mellan länderna tävlade. Senast den 18 mars skulle samtliga länder ha valt artist och bidrag, en deadline som alla länder höll. Dock ändrade Makedonien delar av sitt nummer i efterhand, ändringar som de fick betala en straffavgift till Europeiska radio- och TV-unionen (EBU) för att få igenom. Landet beslöt sig dock för att ändra tillbaka till originalversionen igen vid sin andra repetition.

## Tävlingsupplägg
Strax efter att Sverige vunnit 2012 års upplaga av Eurovision Song Contest påbörjade Sveriges Television arbetet med att förbereda 2013 års upplaga. Före Sveriges vinst hade dock preliminära tävlingsdatum bestämts, av EBU, till den 14, 16 och 18 maj. I juni samma år bekräftades dessa tävlingsdatum som de officiella tävlingsdatumen. På ett tidigt stadium utsågs Martin Österdahl till exekutiv producent och därefter Christer Björkman till Show producer, Christel Tholse Willers till Head of relations och Johan Bernhagen till Head of Production. Dessa roller blev de högst ansvariga för evenemanget utöver de ansvariga hos EBU.
Arbetet med att hitta en lämplig värdstad, med tillhörande arena, påbörjades också omgående. SVT:s verkställande direktör Eva Hamilton gick tidigt ut och meddelade att de enda tre städer i Sverige som skulle kunna vara aktuella för arrangemanget var Stockholm, Göteborg och Malmö. Dessa fick fram till den 20 juni 2012 på sig att lägga fram förslag på hur de skulle kunna arrangera tävlingen. Samma dag som deadline för detta gick ut drog Göteborg tillbaka sin anmälan, på grund av att evenemanget krockar med andra tidigare bokade evenemang som skulle hållas i den tänkta arenan Scandinavium. Två och en halv veckor efter deadline utsågs Malmö till värdstad och Malmö Arena som värdarena.
EBU beslutade att tävlingen skulle behålla modellen med två semifinaler och en final samt att behålla röstningssystemet med kombinerad jury- och telefonröstning i varje land, vilket tillsammans bildar ett slutresultat. Det blev således femte året i rad som 50:50-systemet användes, dock fjärde gången i rad för semifinalerna.
50:50-systemet förändrades dock något till att bidragen skulle komma att rangordnas istället för att poängsättas innan 50:50-läget skulle slå till. Detta innebar att det röstande landets tittare respektive jury skulle rangordna sina 15  länder (16 när Italien, Storbritannien och Sverige extraröstade) i den första semifinalen och 16 länder (17 länder när Frankrike, Spanien och Tyskland extraröstade) i den andra semifinalen. Under finalen rangordnades 25 länder (26 länder när de utslagna länderna röstade). Efter att både jury och tittare gjort detta slogs rangordningen samman och de 10 länder som fått lägst rangordning, exempelvis att det vinnande landet fick ranking 1+1, fick nu landets 1–8, 10 och 12 poäng.

### Många förändringar i tävlingen

#### Hitta tillbaka till originalidén
SVT meddelade i oktober 2012 att flera förändringar i tävlingen skulle göras. Fokus skulle läggas på mänskliga rättigheter, eftersom det var grundidén till den allra första upplagan av Eurovision Song Contest i mitten av 1950-talet. Detta under en tid då Europa var skadat efter krigsåren och började byggas upp igen – med bland annat musik. SVT lade till denna grund sloganen "Unleash the full potential" (svenska: Släpp loss hela potentialen), en slogan som officiellt blev We Are One!. Man ville med detta skapa nyfikenhet, stärka relationer och hitta en häftig känsla under programmen. En av de stora förändringarna som SVT genomförde var att ha en programledare istället för en duo eller trio. Senaste gången man hade en programledare var 1995. I januari 2013 presenterade SVT Petra Mede som ensam programledare för evenemanget.

#### Lottningen skrotades delvis
I november 2012 meddelade EBU att man delvis skulle skrota lottningssystemet i Eurovisionen. Lottning har använts genom åren för att göra tävlingen så rättvis som möjligt när det handlar om att skapa startordningar och lotta in länder i semifinalerna. Det som skedde nu var att den makten gick över till de ansvariga producenterna för evenemanget– värdlandet. 
Trots detta får producenterna inte hela makten att avgöra ordningen. Till en början behölls lottningen för att dela in de länder som kvalade i de två semifinalerna. Lottningen behölls också vad gäller att bestämma inom vilken del av semifinalerna varje land ska tävla i (första eller andra halvan). Alla länder som sedan kvalificerade  sig till finalen kom även då att lottas in att tävla i antingen den första eller andra halvan av finalen. Även de fem länderna som alltid är direktkvalificerade till finalen lottades in för att bestämma i vilken av de två halvorna som de skulle starta. För rättvisans skull fick även värdlandet sitt startnummer i finalen lottat. Utöver dessa regler var det sedan upp till producenterna att sätta startordningen.
Lottningsslopandet fick från början kritik av både Eurovisionfans men också av vissa "Head of delegations" och andra personer inom nationella TV-bolag. Dessa ifrågasatte tävlingens demokratiska ståndpunkt och att startordningen kan bli ojämnt fördelad eftersom många hellre vill starta i slutet än i början av en Eurovisionshow. Andra fans och "Head of delegations" berömde dock förslaget.

#### Nytt system för 50/50-poängsläget
Utöver att man inte skulle lotta startordningen togs även en ny rankning fram för 50/50-systemet, som skulle användas för varje lands uträkning av vilka länder som ska få 1–8, 10 och 12 poäng. Både jurygruppens (inklusive varje enskild jurymedlem) och tittarnas röster  rangordnades för alla deltagande bidrag, utom det egna landets. Jurygruppens och tittarnas rankning adderades sedan för att ge en totalrankning, och det bidrag som hade lägst summerad rankning fick 12 poäng, nästa fick  10 och sedan – i avtagande – en poäng från 8 till 1.
Om två bidrag fick samma totalrankning gavs högst poäng till det bidrag som fått flest telefonröster. Som ett exempel kunde  rankningen se ut så här:
| Land | Jury- rankning | Tittar- rankning | Total- rankning | Plats |
| ---- | -------------- | ---------------- | --------------- | ----- |
| A    | 1              | 25               | 26              | 3     |
| B    | 10             | 12               | 22              | 2     |
| C    | 12             | 10               | 22              | 1     |

#### Övriga förändringar
En annan förändring som skedde i tävlingen  var att de så kallade vykorten som presenterade varje land inför dess framträdande helt gjordes om. Istället för att visa bilder som symboliserar en plats i värdlandet som det land som ska sjunga gjordes istället en presentationsvideo av den artist/grupp som skulle sjunga – med artisten/gruppen i fokus. Detta för att man skulle få en mer personlig vinkling av artisten/gruppen. Videofilmerna spelades in av produktionsbolaget Camp David.

### Värdstad och arena

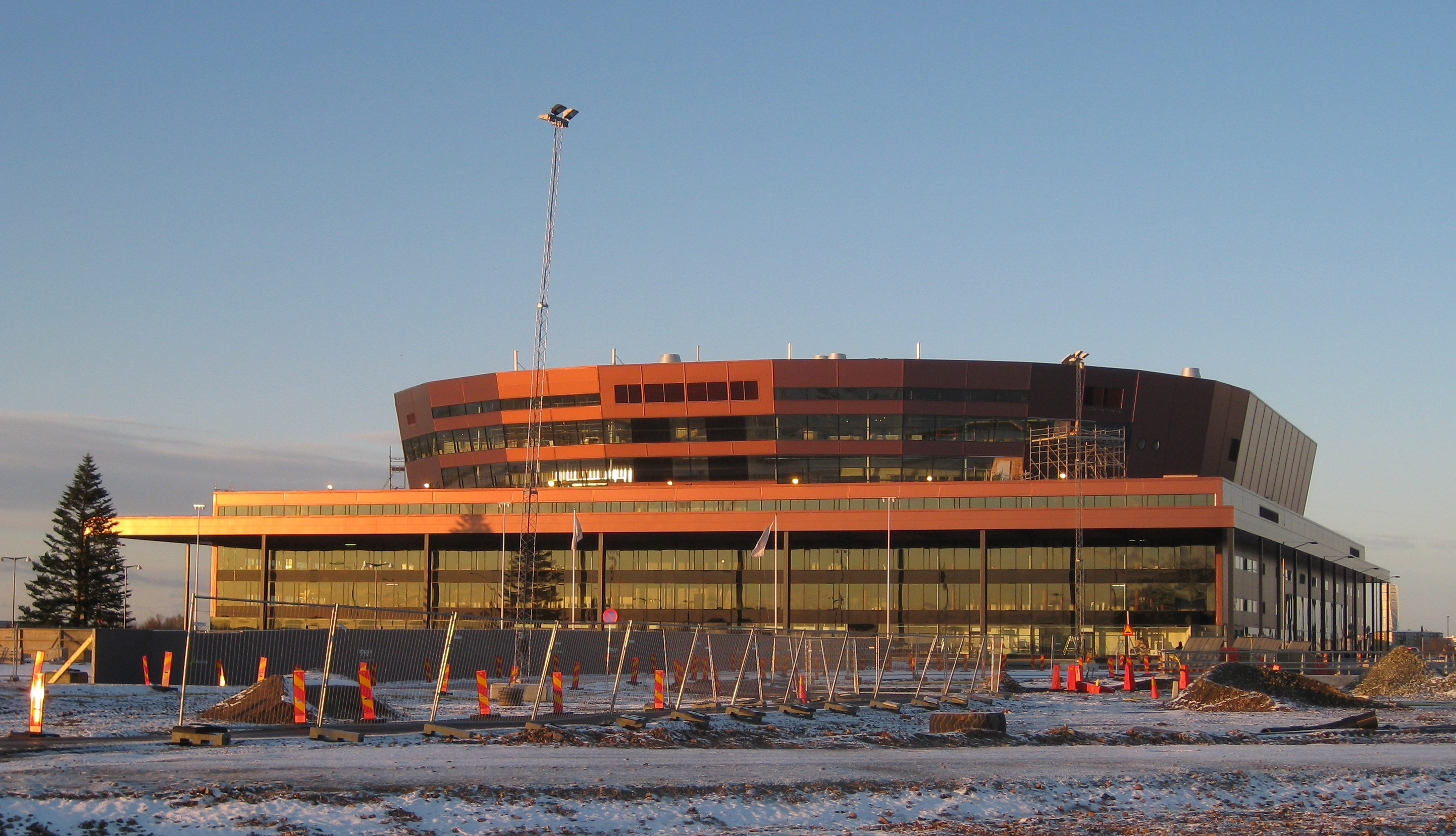
Malmö Arena, som stod värd för Eurovision Song Contest 2013.

Direkt efter Sveriges vinst 2012 meddelade SVT:s verkställande direktör Eva Hamilton att de enda tre städer i Sverige som var aktuella för att hålla i tävlingen var Stockholm, Göteborg och Malmö. Skulle tävlingen ha arrangerats i Stockholm kunde man dock inte  använda sig av arenan Globen på grund av att ishockey-VM 2013 spelas där. SVT begränsade städernas möjlighet att anmäla intresse att agera värdstad till den 20 juni. Samma dag som deadline gick ut valde Göteborg att dra tillbaka sin anmälan eftersom den tänkta arenan, Scandinavium, var upptagen av andra evenemang samtidigt som EBU ville ha tillgång till värdarenan för scenbygget. Därför återstod endast Stockholm och Malmö som kandidater. Drygt två och en halv veckor senare, den 8 juli 2012, offentliggjorde SVT att Malmö vunnit kampen om att arrangera tävlingen. Detta på grund av att den tänkta arenan i Stockholm, Friends Arena, blev för dyr och stor för tävlingen, samt att Malmö hade den bästa infrastrukturen för att hålla evenemanget. I samband med presentationen av värdstad meddelades även att Malmö Arena blev  värdarena.
Arenor för kringarrangemang var bland andra Gustav Adolfs torg och Folkets Park, medan den traditionella schlagerfesten EuroClub (för artister, media och fans) huserade i Slagthuset i Nyhamnen. Från början var det dock tänkt att EuroClub skulle hållas på Moriska Paviljongen i Folkets Park.

### Programledare

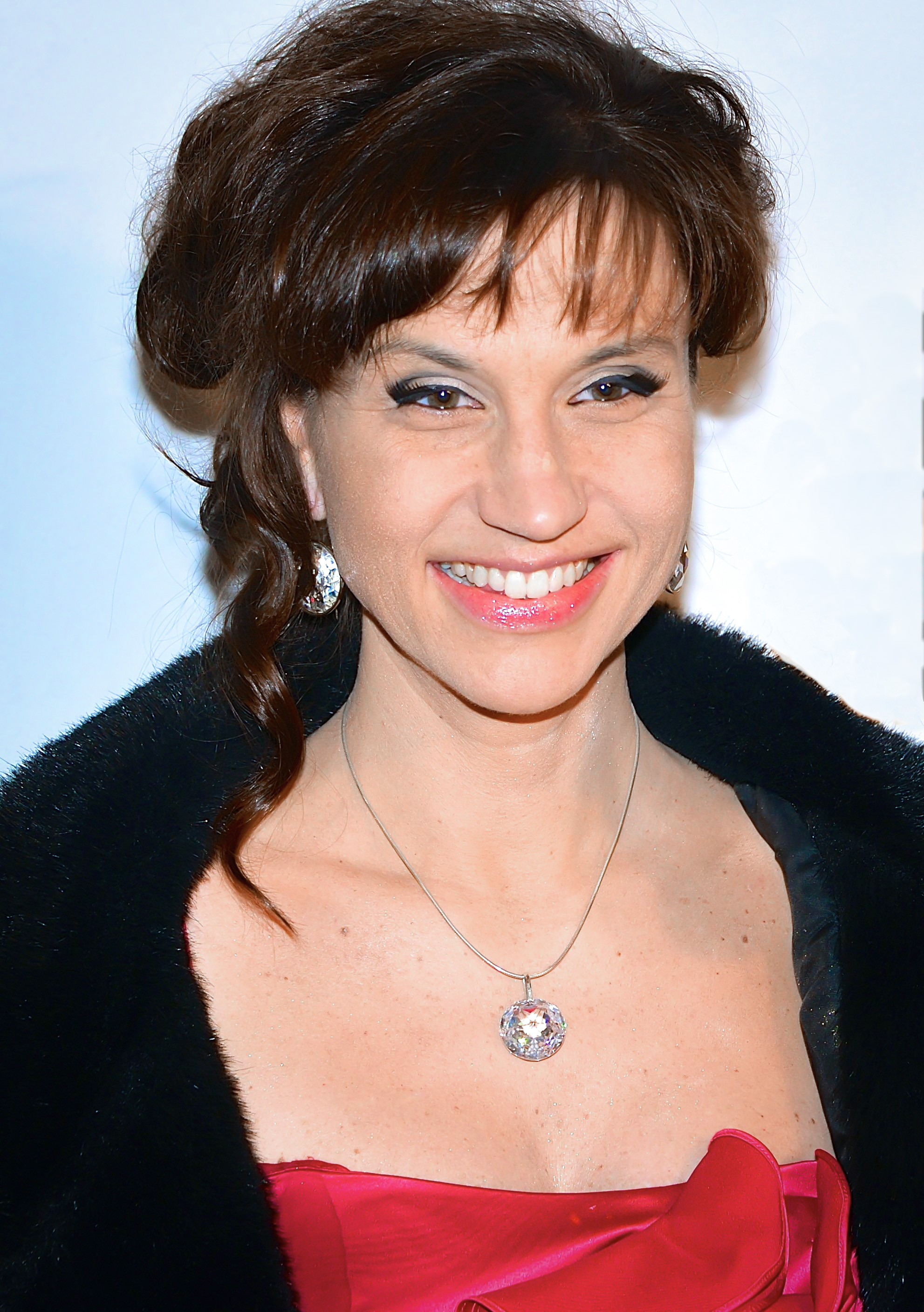
Petra Mede var programledare för tävlingen.

I oktober 2012 meddelade SVT förändringar för tävlingen 2013, som bland annat innebar  att endast en programledare skulle leda  evenemanget. Vid en presskonferens som hölls på Operakällaren i Stockholm den 28 januari 2013 meddelade SVT att komikern Petra Mede skulle leda Eurovision Song Contest genom de två semifinalerna och finalen. För semifinalerna var det första gången de leddes av en ensam programledare. I finalen fick dock Mede sällskap av artisten Eric Saade som var Green Room-reporter.

### Biljettförsäljning
Inför tävlingen släpptes biljetter i tre omgångar, från november 2012 till april 2013. Vid det här årets Eurovision Song Contest tog arenan in cirka 11 500 personer per evenemang.
Den 26 november 2012 släpptes den första av tre omgångar biljetter till tävlingens direktsändningar och genrep. Priserna på biljetterna varierade då kraftigt, beroende på  typ av plats. Det här året valde SVT att ta bort sittplatserna på parkett och ersätta dessa med ståplatser, eftersom man i sin vision ville ha fansen så nära scenen som möjligt. Därför gavs fans som var anslutna till en Eurovisionfanclub, anslutet till det internationella fanklubbsnätverket OGAE, en veckas förtur på ståplatserna. För övrigt delades ståplatserna in i tre zoner (A till C) som avskärmade närhet till scenen. Vid första släppet släpptes cirka 5 000 biljetter per evenemang.
Den 17 januari 2013, samma dag som lottningen av semifinalerna ägde rum, släpptes en andra omgång biljetter. Biljettförsäljningen startade först efter att lottningen avslutats, så biljettköparna visste i vilken av de två semifinalerna ens hemland skulle tävla i. Den 13 februari släpptes sedan skissen på hur scenen skulle se ut. Skissen visade att scenen skulle komma att ta upp större delen av arenans golvyta, vilket gjorde ståplatser på parkett nödvändigt. Den 19 mars släpptes mer detaljerad information om scenen liksom animerade bilder på hur det skulle se ut på plats. Det presenterades också att scenograferna Viktor Brattström och Frida Arvidsson skapat scenens utformning. Brattström och Arvidsson skapade även scenen till den svenska uttagningen, Melodifestivalen 2013.
Den 8 april släpptes en tredje och sista omgång biljetter för alla tre sändningars respektive genrep och livesändningar.

### Logotyp

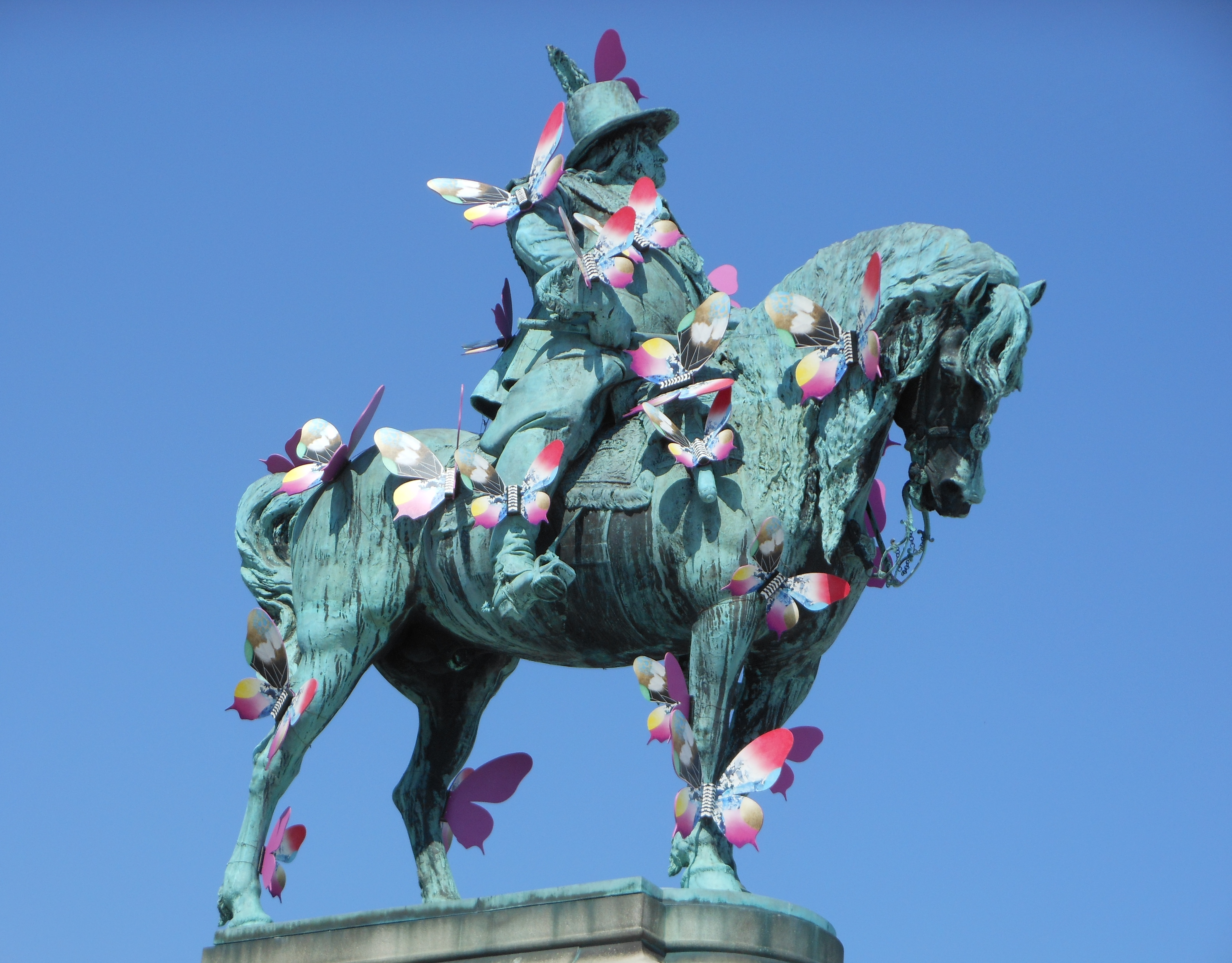
Under Eurovisionveckorna utsmyckades bl.a. statyn av kung Karl X Gustav, som står på Stortorget i Malmö, med fjärilar.

Den 17 januari 2013 presenterade SVT logotypen och sloganen för 2013 års Eurovision Song Contest. Logotypen utformades av de grafiska byråerna Happy F&B och Forsman & Bodenfors. Logotypen gick under namnet Fjärilseffekten, vilket symboliserades av att en förändring börjar med den lilla fjärilens vingslag för att sedan, åtminstone teoretiskt, växa till en hel orkan. Denna fjäril användes sedan även i de så kallade vykorten inför respektive lands uppträdande. Fjärilen fick då färger efter det aktuella tävlande landets flagga.

## Ekonomi
Budgeten för evenemanget, kostnader som SVT skulle betala, sattes sommaren 2012 till 12 miljoner euro (vilket motsvarade 110 miljoner kronor). Detta ökades dock under hösten samma år till 14,5 miljoner euro (vilket motsvarar 125 miljoner kronor). Trots ökningen blev totalkostnaden knappt en fjärdedel jämfört med kostnaden året innan. Summan motsvarade då budgeten för   Utbildningsradion (UR).

## Deltagande länder
| Land           | TV-bolag           | Artist                              | Bidrag                     | Språk              | Låtskrivare                                                               | Ref.   |
| -------------- | ------------------ | ----------------------------------- | -------------------------- | ------------------ | ------------------------------------------------------------------------- | ------ |
| Albanien       | RTSH               | Adrian Lulgjuraj & Bledar Sejko     | Identitet                  | Albanska           | Bledar Sejko, Eda Sejko                                                   | [ 52 ] |
| Armenien       | ARMTV              | Dorians                             | Lonely Planet              | Engelska           | Anthony Frank Iommi, Vardan Zadoyan                                       | [ 53 ] |
| Azerbajdzjan   | İTV                | Farid Mammadov                      | Hold Me                    | Engelska           | John Ballard, Ralph Charlie, Dimitris Kontopoulos                         | [ 54 ] |
| Belgien        | RTBF               | Roberto Bellarosa                   | Love Kills                 | Engelska           | Jukka Immonen, Iain James Farquharson                                     | [ 55 ] |
| Bulgarien      | BNT                | Elitsa Todorova & Stojan Jankoulov  | Samo shampioni             | Bulgariska         | Kristian Talev, Elitsa Todorova                                           | [ 56 ] |
| Cypern         | CyBC               | Despina Olympiou                    | An me thimase              | Grekiska           | Andreas Giorgallis, Zenon Zindilis                                        | [ 57 ] |
| Danmark        | DR                 | Emmelie de Forest                   | Only Teardrops             | Engelska           | Lise Cabble, Julia Fabrin Jakobsen, Thomas Stengaard                      | [ 58 ] |
| Estland        | ERR                | Birgit                              | Et uus saaks alguse        | Estniska           | Mihkel Mattisen, Silvia Soro                                              | [ 59 ] |
| Finland        | YLE                | Krista Siegfrids                    | Marry Me                   | Engelska           | Kristoffer Karlsson, Jessica Lundström, Erik Nyholm, Krista Siegfrids     | [ 60 ] |
| Frankrike      | France Télévisions | Amandine Bourgeois                  | L'enfer et moi             | Franska            | Boris Bergman, David Salkin                                               | [ 61 ] |
| Georgien       | GPB                | Nodiko Tatisjvili & Sophie Gelovani | Waterfall                  | Engelska           | Erik Bernholm, Thomas G:son                                               | [ 62 ] |
| Grekland       | ERT                | Koza Mostra feat. Agathon Iakovidis | Alcohol Is Free            | Grekiska, engelska | Ilias Kozas, Stathis Pachidis                                             | [ 63 ] |
| Irland         | RTÈ                | Ryan Dolan                          | Only Love Survives         | Engelska           | Wez Devine, Ryan Dolan                                                    | [ 64 ] |
| Island         | RÚV                | Eyþór Ingi                          | Ég á líf                   | Isländska          | Örlygur Smári, Pétur Örn Guðmundsson                                      | [ 65 ] |
| Israel         | IBA                | Moran Mazor                         | Rak bishvilo               | Hebreiska          | Chen Harari, Gal Sarig                                                    | [ 66 ] |
| Italien        | RAI                | Marco Mengoni                       | L'essenziale               | Italienska         | Roberto Casalino, Francesco De Benedittis, Marco Mengoni                  | [ 67 ] |
| Kroatien       | HRT                | Klapa s Mora                        | Mižerja                    | Kroatiska          | Goran Topolovac                                                           | [ 68 ] |
| Lettland       | LTV                | PeR                                 | Here We Go                 | Engelska           | Arturas Burke, Ralfs Eilands                                              | [ 69 ] |
| Litauen        | LRT                | Andrius Pojavis                     | Something                  | Engelska           | Andrius Pojavis                                                           | [ 70 ] |
| Makedonien     | MRT                | Lozano & Esma                       | Pred da se razdeni         | Makedonska, romani | Simeon Atanasov, Magdalena Cvetkovska, Lazar Cvetkoski, Darko Dimitrov    | [ 71 ] |
| Malta          | PBS                | Gianluca                            | Tomorrow                   | Engelska           | Boris Cezek, Dean Muscat                                                  | [ 72 ] |
| Moldavien      | TRM                | Aliona Moon                         | O mie                      | Rumänska           | Pasha Parfeny, Juliana Scutaru                                            | [ 73 ] |
| Montenegro     | RTCG               | Who See feat. Nina Žižić            | Igranka                    | Montenegrinska     | Dejan Dedović, Mario Đorđević, Đorđe Miljenović                           | [ 74 ] |
| Nederländerna  | TROS               | Anouk                               | Birds                      | Engelska           | Martin Gjerstad, Tore Johansson, Anouk Teeuwe                             | [ 75 ] |
| Norge          | NRK                | Margaret Berger                     | I Feed You My Love         | Engelska           | Robin Lynch, Niklas Olovson, Karin Park                                   | [ 76 ] |
| Rumänien       | TVR                | Cezar                               | It's My Life               | Engelska           | Cristian Faur                                                             | [ 77 ] |
| Ryssland       | C1R                | Dina Garipova                       | What If                    | Engelska           | Gabriel Alares, Joakim Björnberg, Leonid Gutkin                           | [ 78 ] |
| San Marino     | SMRTV              | Valentina Monetta                   | Crisalide (Vola)           | Italienska         | Mauro Balestri, Ralph Siegel                                              | [ 79 ] |
| Schweiz        | SRG SSR            | Takasa                              | You and Me                 | Engelska           | Roman Camenzind, Fred Herrmann, Georg Schlunegger                         | [ 80 ] |
| Serbien        | RTS                | Moje 3                              | Ljubav je svuda            | Serbiska           | Saša Milošević Mare, Marina Tucaković                                     | [ 81 ] |
| Slovenien      | RTVSLO             | Hannah                              | Straight Into Love         | Engelska           | Hannah Mancini, Erik Margan, Marko Primužak, Matija Rodić, Gregor Zemljič | [ 82 ] |
| Spanien        | RTVE               | ESDM                                | Contigo hasta el final     | Spanska            | David Feito, Raquel del Rosario Macías, Juan Luis Suárez                  | [ 83 ] |
| Storbritannien | BBC                | Bonnie Tyler                        | Believe in Me              | Engelska           | Christopher Braide, John Charles Barrett, Lauren Christy                  | [ 84 ] |
| Sverige        | SVT                | Robin Stjernberg                    | You                        | Engelska           | Joy Deb, Linnea Deb, Joakim Harestad Haukaas, Robin Stjernberg            | [ 85 ] |
| Tyskland       | NDR                | Cascada                             | Glorious                   | Engelska           | Andres Ballinas, Tony Cornelissen, Yann Peifer, Manuel Reuter             | [ 86 ] |
| Ukraina        | NTU                | Zlata Ohnevytj                      | Gravity                    | Engelska           | Karen Kavalerjan, Mikhail Nekrasov                                        | [ 87 ] |
| Ungern         | MTVA               | ByeAlex                             | Kedvesem (Zoohacker Remix) | Ungerska           | Alex Márta, Zoltán Palásti Kovács                                         | [ 88 ] |
| Vitryssland    | BTRC               | Aljona Lanskaja                     | Solayoh                    | Engelska           | Martin King, Marc Paelinck                                                | [ 89 ] |
| Österrike      | ORF                | Natália Kelly                       | Shine                      | Engelska           | Andreas Grass, Alexander Kahr, Natália Kelly, Nikola Paryla               | [ 90 ] |

## Större händelser kring Eurovisionen

### Idé om möjligt förbud mot internval av bidrag
Inför 2012 års Eurovision Song Contest lämnades det in ett förslag till EBU om att förbjuda de tävlande länderna att välja bidrag internt. Meningen med förslaget var att tvinga alla tävlande länder att hålla en nationell final där man skulle få välja mellan minst två bidrag. I förslaget framgick dock att länderna  skulle få möjlighet välja artist internt. I december 2011 meddelade en talesperson för EBU att förslaget antagits och därmed skulle gälla från 2013 års Eurovision Song Contest, men någon officiell bekräftelse gjordes aldrig. Senare under hösten 2012, då många av länderna för 2013 års tävling började avslöja hur man välja artist och bidrag, visade det sig att regeln inte hade tagits i bruk eftersom många länder skulle välja både artist och bidrag internt. Det var därför oklart om regeln skulle komma att antas.

### Önskan om förändrad publiceringsdeadline
Jan Lagermand Lundme, då nöjeschef på Danmarks nationella TV-bolag Danmarks Radio (DR) uttryckte under sommaren 2012 en önskan att flytta bak det datum som tävlande bidrag för nästkommande ESC får framföras officiellt. Detta datum hade de närmast föregående åren legat kring 1 september, tidigare år 1 oktober. I förslaget angavs inte hur mycket datumet borde  tidigareläggas, men förslaget kom med anledning av att DR ansåg att regeln var gammaldags. Enligt Lagermand Lundme skulle förslaget troligen komma att antas till 2014 års tävling. Att den inte antogs till 2013 års tävling berodde på att den lämnades in för sent.
Även om förslaget inte kunde röstas igenom till 2013 gjorde EBU ett tillägg i datumregeln. Tillägget innebar att en låt kan ha fått spelas upp före den 1 september, året innan den aktuella ESC-tävlingen äger rum, och ändå få delta i kommande tävling, om EBU ansåg att låten inte vunnit fördelar med detta. Det var därför upp till EBU:s högste chef att avgöra om låten i så fall skulle få vara med och tävla eller ej.

### Regel för mänskliga rättigheter
I juni 2012 röstade EBU igenom en ny regel om att man från och med 2013 kommer ställa krav på de tävlande ländernas syn på bland annat mänskliga rättigheter och pressfrihet. De länder som inte ställer sig bakom dessa krav skulle därför kunna komma att uteslutas från EBU och därmed inte få tävla i Eurovision Song Contest. Dock kan regeln komma att vara verkningslös, eftersom varje års deltagarlista regleras av EBU, som själva avgör vilka länder som ska få deltaga eller ej. Den nya regeln lyder: 
"The EBU, as a membership association under Swiss law, exists to promote and develop a number of public interest purposes, based on values such as human rights, freedom of expression, democracy, cultural diversity, tolerance and solidarity."

### Kontroversen kring Schweiz
"The song 'You and Me' corresponds to the regulations of the EBU.
 Nevertheless, it is clear that from the perspective of the EBU a
 performance in Malmö will only be possible if the band does not
 appear in the official uniform of the Salvation Army. In addition,
 the song may not be filed under the name of 'Salvation Army'.
 The EBU Reference Group will review in January whether
 these changes were implemented accordingly."

— EBU angående gruppen Heilsarmees fortsatta medverkan. 

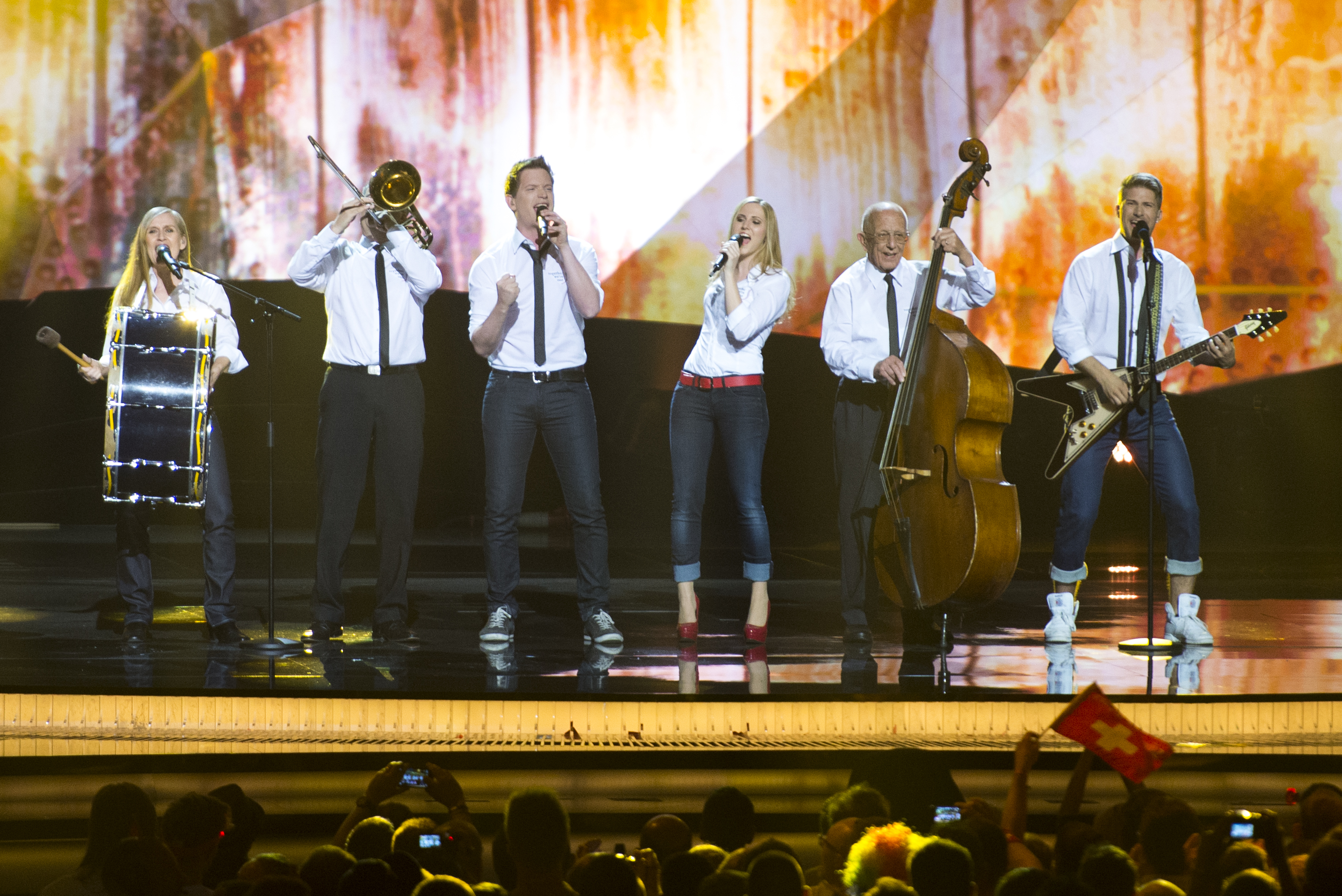
Takasa under Eurovision Song Contest.

Efter att Schweiz i sin nationella final valde musikgruppen Heilsarmee med låten You and Me som sin representant 2013 uppstod  problem med gruppens namn och utstyrsel inför tävlan i Eurovisionen. Anledningen till detta var att EBU förbjuder kommersiella och politiska budskap i tävlingen, i det här fallet för Frälsningsarmén. Enligt en skrivelse från EBU behövde gruppen byta namn och  utstyrsel inför tävlan i Malmö, då de inte fick tävla under namnet Heilsarmee. Skulle gruppen inte göra detta skulle de inte få tävla i Malmö. Gruppen fick fram till januari 2013 på sig att bestämma sig för ett nytt namn. Det nationella TV-bolaget i Schweiz, SRF, som ansvarade för Schweiz delegation i Eurovision Song Contest meddelade den 21 januari 2013 att man skulle se över sin utvalda artists  möjlighet att byta namn och scenklädsel. Enligt SRF fick man från början godkänt från EBU:s håll om bandets medverkan i den nationella finalen och först efter dess vinst blev svaret negativt till att använda sig av just det namnet och den scenklädseln. En särskild kommitté skulle därför ta ett slutligt beslut i frågan, som kom fram till att gruppen skulle gå med på att byta namn och scenklädsel. Den 14 mars presenterades det att gruppen hade bytt namn till Takasa. Namnet är på swahili och betyder ren. På scen uppträdde gruppen i vita tröjor och svarta byxor istället för i de ursprungliga kostymerna.
Noterbart är att Heilsarmees  bandmedlemmar var mellan 20 och 94 år gamla. Gruppen slog därför åldersrekordet eftersom ingen tidigare artist som varit så gammal tidigare stått på en Eurovision song Contest-scen. Det tidigare rekordet låg på 76 år, vilket Ryssland satte 2012.

### Plagiatanklagelser mot Tysklands bidrag
Efter Tysklands bidrag i finalen den 14 februari riktades plagiatanklagelser mot landets utvalda bidrag Glorious, framförd av musikgruppen Cascada. Den låt som sades vara plagierad av var 2012 års vinnarlåt Euphoria. För att reda ut frågan valde Tysklands norra TV-bolag Norddeutscher Rundfunk (NDR), som höll i uttagningen det året, att låta göra en oberoende undersökning ifall låten var plagierad eller ej. Den 25 februari kom denna undersökning fram till att låten ej var plagierad och därmed skulle den få tävla för Tyskland det året.

### Förändringar kring repetitionsdagarna
EBU och SVT beslutade gemensamt, efter allmänt tyckande inom delegationerna från de olika länderna, att ändra reglerna kring repetitionsdagarna. Till skillnad från tidigare år då repetitionerna varit öppna för journalister och andra inbjudna skulle det vara både öppna och stängda repetitioner det här året. Det man gjorde var att man lät samtliga 39 tävlande länder göra en första scenrepetition utan annan publik än   arbetsteamet som jobbade med evenemanget. Press och andra ackrediterade hänvisades till Euroclub, där repetitionerna kunde följas via bildskärmar. 
Efter att semifinalisterna fått göra sina första repetitioner öppnades sedan repetitionerna för ackrediterade som då fick komma in i presscentret för första gången. När "The Big Five"-länderna och Sverige gjorde sina respektive första repetitioner stänges arenan återigen för ackrediterade, som nu hänvisades till bildskärmar i presscentret.

### Ändringar i Makedoniens bidrag efter EBU:s deadline
Efter den deadline som EBU satte upp i mars, den deadline som meddelade när alla tävlande länder skulle ha valt artist och bidrag, valde Makedonien att göra om sitt tävlingsbidrag. Eftersom detta är förbjudet att göra enligt EBU:s regelverk tvingades landets nationella TV-bolag att betala en straffavgift. Trots att de gjorde ändringar ändrade man tillbaka till originalversionen efter sin första repetition på scenen i Malmö.

### Intressanta placeringar
I den första semifinalen, som hölls den 14 maj, tog sig Nederländerna vidare till finalen. Landet hade mellan åren 2005 och 2012 inte  kvalificerat sig till någon final i tävlingen och var därmed det land som väntat längst på att gå vidare från semifinal till final. Ingen av länderna från forna Jugoslavien tog sig vidare till finalen. Inte heller San Marino, som aldrig hade gått vidare till en final i tävlingen, gick vidare.
I finalen fick flera länder sina bästa placeringar på många år. Både Danmark, som vann, och Norge, som blev fyra, hade året innan hamnat i botten av finalen och fick därmed revansch. Azerbajdzjan, som blev tvåa, fick för sjätte året i rad en placering bland de 10 bästa. Grekland som hamnade utanför topp 10 år 2012, vilket innebar att deras svit med att sluta bland de 10 bästa (sedan 2004) bröts, fick en återkomst då landet slutade bland de 10 bästa 2013. Andra länder som det gick bra för var Malta, Nederländerna och Ungern som också slutade bland de 10 bästa. Malta hade före sin åttondeplats (2013) senast 2005 slutat bland de 10 bästa, medan Nederländerna inte hade varit i final sedan 2004 och senast var bland de 10 bästa 1999. Ungern hade senast slutat på topp 10 år 2007.
För andra länder blev det istället tvärtom. Fyra av fem länder inom konstellationen The Big Five hamnade mellan plats 19 och 25. Värdlandet Sverige, som innan sin vinst hade slutat på tredje plats, blev det här året 14:e  bästa land. Både Georgien och Armenien fick sina hittills sämsta slutplaceringar. Båda länderna hade under sina första tävlingsår alltid hamnat bland de tio bästa, men slutade istället på 15:e respektive 18:e plats. Irland, som startade sist i finalen, slutade också på sista plats med fem poäng, vilket de även gjorde 2007 (samma slutposition och poäng). Irland fick därmed sin andra sistaplats.

### Kontroversen kring Azerbajdzjan
Azerbajdzjan anklagades för att ha köpt telefonröster enligt den litauiska dagstidningen 15 minutes. Enligt tidningen  ska de ha bild/film bevis på att representanter för landet köpte röster i Litauen. Enligt tidningen skedde även samma verksamhet i andra länder.
När Azerbajdzjan lämnade sina poäng under omröstningen fick inte Ryssland några röster av dem. Vilket ledde till att Rysslands och  Azerbajdzjans utrikesministrar krävde en omräkning eftersom Azerbajdzjan hävdar att Ryssland skulle ha varit nummer två i deras telefonomröstning, vilket skulle ge 10 poäng. EBU avslog deras protest.

### Uteblivna Eurovisionländer
Bosnien och Hercegovina, Portugal, Slovakien samt Turkiet som tävlade i föregående års Eurovision Song Contest valde att inte ställa upp det här året. Anledningar som nämndes var dålig ekonomi och att tävlingen har blivit orättvis lagd. Ingen av de fyra ländernas nationella TV-bolag har dock beslutat sig för ett fortsatt avhopp senare år. Ingen av dessa länder ändrade sin uppfattning om deltagande när EBU, den 21 december 2012, meddelade den officiella deltagarlistan.
Länge var det också osäkert om Polen skulle återkomma igen efter sitt uppehåll året innan. Att Polens nationella TV-bolag valde att stå över 2012 års Eurovision Song Contest berodde på att man inte hade råd att deltaga i Eurovisionen eftersom man dessutom stod värd för Europamästerskapet i fotboll 2012 (med Ukraina) samt att man ville deltaga i Olympiska sommarspelen samma år. Eftersom man år 2013 inte hade några sådana evenemang så skulle man rent teoretiskt kunna komma tillbaka igen om man ville.
Hösten 2012 började rykten flöda om att Polen möjligen skulle återkomma till tävlingen igen. I mitten av september bekräftade dock TVP att man inte bestämt sig ännu utan ett beslut skulle tas först en månad senare. Trots detta började vissa Eurovisionshemsidor att bekräfta Polens återkomst till tävlingen igen, trots att vare sig TVP eller EBU gått ut med en sådan bekräftelse. Inget officiellt besluts togs dock i oktober månad så därför var frågan fortfarande öppen för TVP att meddela hur man skulle göra. Beslut offentliggjordes först den 22 november då TVP klart och tydligt tackade nej till att återkomma till 2013.
Inför hösten 2012 meddelades det från EBU:s håll att man inte skulle kunna godkänna några nya medlemsländer till 2013 års Eurovision Song Contest, dock att man skulle kunna komma att få in nya länder under 2013 som då skulle kunna tävla till 2014. Detta gällde länder som Kazakstan, Liechtenstein, Libanon och Qatar. Under hösten 2012 visade sig dessa rykten vara sanna eftersom flera sådana länder inte fick vara med. När EBU lade fram den officiella listan för tävlande 2013 stod inga nya länder med.
- Andorra - landets nationella TV-bolag, RTVA, har ekonomiska problem och hade därför inte råd att ställa upp år 2013. Inför 2012 års Eurovision meddelades det dock att landet tänkt lämna EBU (av ekonomiska skäl), vilket dock inte blir av. En ytterligare anledning till att landet inte vill vara med år 2013 är att landet aldrig har lyckats kvalificera sig till en ESC-final.[115]
- Bosnien och Hercegovina - landets nationella TV-bolag BHRT meddelade under hösten 2012 att landet möjligen skulle deltaga i tävlingen 2013. Den 13 december samma år hade man dock inom BHRT ett internt möte där man beslutade att inte tävla 2013 på grund av tv-kanalens vid tillfället dåliga ekonomi.[9][116]
- Liechtenstein - landets nationella TV-bolag 1FLTV har sedan år 2010 försökt bli medlemmar i EBU för att kunna få medverka i Eurovision Song Contest. Varje år sedan dess har EBU nekat dem inträde i unionen.[källa behövs] Däremot fanns det en öppning för landet att kunna deltaga år 2013, bara de hade blivit EBU-medlemmar för juli 2012. Då de inte blev godkända före detta datum fick de alltså inte deltaga i Eurovisionen år 2013.[113][114][117][118]
- Luxemburg - landet har inte deltagit på tjugo år i Eurovisionen, men landets nationella TV-bolag RTL tog sig en diskussion under sommaren 2012 och övervägde huruvida landet skulle vara med eller ej.[119] Den 13 september meddelade RTL att man inte kommer att göra något återvändande till 2013 på grund av delvis lågt deltagarintresse inom RTL, men också av ekonomiska orsaker.[120]
- Monaco - landets nationella TV-bolag TMC bekräftade den 24 september 2012 att landet inte skulle göra comeback till 2013.[121]
- Marocko - till föregående års Eurovision Song Contest gick det rykten om att landet skulle göra comeback, vilket dock aldrig skedde. Marockos nationella TV-bolag, SNRT, beslutade sig för att inte göra en comeback till 2013.[122]
- Polen - landet avstod tävlan av ekonomiska skäl året innan och beslöt sig för att inte återkomma igen till 2013. Anledningen till att inte återkomma till det här året blev dock aldrig klarlagd.[112]
- Portugal - landet avstod tävlan 2013 av okänd anledning men har inte sagt nej till att möjligen återkomma till 2014.[10]
- Slovakien - landets nationella TV-bolag RTVS bekräftade den 4 december 2012 att landet inte skulle delta i 2013 års upplaga av ESC. Landet hade från början planerat att ställa upp, men valde att hoppa av sin medverkan av okänt skäl.[11][123]
- Tjeckien - landets nationella TV-bolag, ČT (Čzech TV), bekräftade i september 2012 att landet inte skulle återvända till 2013 års Eurovision Song Contest.[124] Innan bekräftelsen skedde gick vissa rykten om att ČT inte var intresserade av att ställa upp igen, vilket också bekräftades officiellt.[125]
- Turkiet - landets nationella TV-bolag TRT bekräftade från början deltagande i tävlingen,[126] men beslöt sig den 14 december för att hoppa av. Anledningen till avhoppet var att TRT ansåg att tävlingen hade blivit orättvis lagd i och med 50:50-röstningssystemet samt att "Big Five"-länderna alltid är i final oavsett tidigare års placering.[12]

### Återkommande artister
| Land       | Artist                             | Tidigare år | Placering (Vid tidigare tillfälle) | Placering 2013         |
| ---------- | ---------------------------------- | ----------- | ---------------------------------- | ---------------------- |
| Bulgarien  | Elitsa Todorova & Stojan Jankoulov | 2007        | 5:e                                | 12:e (semi) (utslagen) |
| San Marino | Valentina Monetta                  | 2012        | 14:e (semi)                        | 11:a (semi) (utslagen) |

## Tävlande länder
Fram till december 2012 kunde länder anmäla sig och/eller ta tillbaka sin anmälan utan ekonomiskt straff från EBU. Den 21 december 2012 meddelade EBU den officiella deltagarlistan, som visade att 39 länder skulle deltaga 2013: tre färre än året innan men lika många som år 2010. De 39 länderna bestod av alla som hade tävlat året innan med Armenien som återkommare, men med avhopp från Bosnien och Hercegovina, Portugal, Slovakien och Turkiet. Den 17 januari 2013 hölls semifinalslottningen där semifinalisterna lottades in de två semifinalerna. Senast den 18 mars skulle alla tävlande ha valt artist och bidrag. Detta datum hölls också EBU:s officiella "Head of delegation"-möte i värdstaden. Om ett land skulle ha valt artist och/eller bidrag vid ett senare tillfälle skulle en straffavgift komma att debiteras på landets deltagande. Detta gällde även om man bytte artist, bidrag eller arrangerade om bidraget från den version som lämnats in till EBU vid deadline.

## Semifinalerna

Tävlande länder i den första semifinalen.
Extraröstande länder i den första semifinalen.
Tävlande länder i den andra semifinalen.
Extraröstande länder i den andra semifinalen.
Länder som inte skulle tävla det här året.

Alla länder som ville vara med och tävla det här året, utom Big Five (vilka är Frankrike, Italien, Spanien, Storbritannien och Tyskland) samt årets värdland Sverige, var tvungna att kvala sig genom en av två semifinaler. Dessa semifinaler hölls den 14:e respektive 16 maj 2013. Resultatet av semifinalerna avgjordes genom en kombination av 50% telefon- och SMS-röster och 50% juryröster i varje land, i det så kallade 50:50-systemet. Varje lands jury respektive tittare rankade de tävlande länderna, utom sitt eget land, varvid rankingarna lades samman. De tio länder som fick lägst ranking fick sedan landets poäng på skalan 1-8, 10 och 12 poäng. Efter att alla länder i semifinalen hade röstat räknades totalpoängen ut för varje land, där de tio länder som fick högst totalpoäng blev finalkvalificerade. 
Totalt kvalade trettiotre länder genom semifinalerna där endast tjugo gick vidare till finalen. Av dessa tävlade sexton i den första semifinalen och sjutton i den andra semifinalen. Uppdelningen av länderna skedde genom en lottning som hölls i januari månad. Några timmar innan lottningen ägde rum hölls först en ceremoni mellan borgmästare för 2013 års värdstad Malmö och 2012 års värdstad Baku. Vid denna ceremoni lämnade Bakus borgmästare över en nyckelsymbol till årets värdstad Malmö.

### Semifinalsdragningen
För att dela upp semifinalerna så rättvist som möjligt lottades de tävlande länderna in i respektive semifinal. Detta har man gjort årligen sedan två semifinaler infördes år 2008. Från början delades de trettio länderna in i fem olika grupper, vilket baserades på geografiskt läge och röstningshistorik sedan tidigare år. Från varje grupp lottades sedan tre länder till den första semifinalen och tre länder till den andra semifinalen. Att man gjorde på det här viset var för att minska svågerpolitiken och grannröstningen i semifinalerna. Detta då man begränsar röstandet till de länder som tävlar i den aktuella semifinalen. Vid lottningen avgjordes det också genom lottning i vilken del i respektive semifinal som respektive land ska starta samt vilka tre länder ur "Big Five" och värdlandet som skulle sända och rösta i minst en av de två semifinalerna. Själva lottningen direktsändes från rådhuset i Malmö och programleddes av Pernilla Månsson Colt med assistans från Josefin Sundström. Sändningen kunde följas både över Eurovisionens och Sveriges Televisions hemsidor. Även Montenegros nationella TV-bolag RTCG direktsände lottningen.
Innan lottningen skedde hade dock Danmark, Israel och Norge tagits bort ur lottningen av olika skäl. I november 2012 gick EBU ut med en nyhet om att man på förslag från Sveriges Television, som är huvudtv-bolag för sändningarna det här året, skulle sära på Danmark och Norge inför lottningen. Att man gjorde så var för att biljettrycket inte skulle bli för hårt belastat ifall att bägge länderna skulle ha lottats till samma semifinal. Att det blev just Norge och Danmark berodde på att de geografiskt sätt ligger närmast värdstaden det här året. Inom EBU gjordes en lottning vars resultat blev att Danmark skulle få tävla i den första semifinalen och Norge i den andra semifinalen.
Dagen före lottningen av semifinalsplatserna presenterade EBU ordningen på de fem grupperna som länderna skulle komma att lottas ifrån. Ordningen på grupperna hade från tidigare år förändrats något, särskilt då flera länder bytt grupper samt i kombination med att den tidigare sjätte gruppen försvunnit. Då Danmark och Norge på förhand blev inlottade i varsin semifinal fanns dessa länder inte med i någon av grupperna. Dessutom blev även Israel inlottade i den andra semifinalen, då man av helgdagsskäl inte kan tävla i den första semifinalen. Totalt blev det således 30 länder som skulle lottas in i de två semifinalerna. Det meddelades också att den första semifinalen skulle komma att ha 16 tävlande länder och den andra semifinalen skulle komma att ha 17 tävlande länder. Nedan listas länderna såsom EBU hade delat in dem i före lottningen ägde rum.
| Grupp 1                                                             | Grupp 2                                                    | Grupp 3                                                                 | Grupp 4                                                           | Grupp 5                                                              |
| ------------------------------------------------------------------- | ---------------------------------------------------------- | ----------------------------------------------------------------------- | ----------------------------------------------------------------- | -------------------------------------------------------------------- |
| - Albanien - Kroatien - Makedonien - Montenegro - Serbien - Schweiz | - Estland - Finland - Irland - Island - Lettland - Litauen | - Armenien - Azerbajdzjan - Georgien - Ryssland - Ukraina - Vitryssland | - Belgien - Bulgarien - Cypern - Grekland - Malta - Nederländerna | - Moldavien - Rumänien - San Marino - Slovenien - Ungern - Österrike |

### Ingen lottad startordning
Den lottning som sedan Eurovisionens start avgjort startordningen slopades det här året. Istället antogs en ny regel inom tävlingen som säger att det är värdlandets producenter som ska sätta den ordningen. Dock har inte producenterna all makt att avgöra ordningen, då de måste följa dessa regler:
- Förhålla sig till vilka länder som tävlar inom respektive semifinals/finalhalva (såldes inte flytta om länder från en halva till en annan halva).
- Värdlandets startposition i finalen lottas och den positionen kan varken flyttas eller överklagas.
- Startordningen ska godkännas av EBU:s högste chef och EBU:s referensgrupp.

### Semifinalisterna

#### Semifinal 1
- Den första semifinalen sändes den 14 maj från Malmö Arena i Malmö. 16 länder lottades att tävla i denna semifinal.[133]
- Italien, Storbritannien och Sverige var tvungna att sända och rösta i denna semifinal.[134][135]
- De tio länderna, markerade med beige bakgrundsfärg, fick högst totalpoäng och gick vidare till finalen. Poängen var en kombination av 50% tittarröster och 50% juryröster i varje tävlande land (samt från de tre extraröstande av de direktkvalificerade länderna). De länder som ej blev inom topp tio blev eliminerade från fortsatt tävlan.
- Alla poäng och placeringar redovisades av EBU först efter att finalen hade avgjorts, eftersom man inte ville påverka jurygrupperna och tittarna utifrån vem som fått mest respektive minst poäng.[136] Det splittrade resultatet släpptes den 29 maj 2013.[137]
- Under jurygenrepet den 13 maj fick Belgiens artist framföra sitt bidrag två gånger, då man i vid det första försöket hade ljudproblem.[138]

Länderna i tabellen nedan står i startordning.
| Nr | Land          | Artist                   | Sång                | Språk          | Placering | Poäng |
| -- | ------------- | ------------------------ | ------------------- | -------------- | --------- | ----- |
| 1  | Österrike     | Natália Kelly            | Shine               | Engelska       | 14        | 27    |
| 2  | Estland       | Birgit                   | Et uus saaks alguse | Estniska       | 10        | 52    |
| 3  | Slovenien     | Hannah                   | Straight Into Love  | Engelska       | 16        | 8     |
| 4  | Kroatien      | Klapa s Mora             | Mižerja             | Kroatiska      | 13        | 38    |
| 5  | Danmark       | Emmelie de Forest        | Only Teardrops      | Engelska       | 1         | 167   |
| 6  | Ryssland      | Dina Garipova            | What If             | Engelska       | 2         | 156   |
| 7  | Ukraina       | Zlata Ohnevytj           | Gravity             | Engelska       | 3         | 140   |
| 8  | Nederländerna | Anouk                    | Birds               | Engelska       | 6         | 75    |
| 9  | Montenegro    | Who See feat. Nina Žižić | Igranka             | Montenegrinska | 12        | 41    |
| 10 | Litauen       | Andrius Pojavis          | Something           | Engelska       | 9         | 53    |
| 11 | Vitryssland   | Aljona Lanskaja          | Solayoh             | Engelska       | 7         | 64    |
| 12 | Moldavien     | Aliona Moon              | O mie               | Rumänska       | 4         | 95    |
| 13 | Irland        | Ryan Dolan               | Only Love Survives  | Engelska       | 8         | 54    |
| 14 | Cypern        | Despina Olympiou         | An me thimase       | Grekiska       | 15        | 11    |
| 15 | Belgien       | Roberto Bellarosa        | Love Kills          | Engelska       | 5         | 75    |
| 16 | Serbien       | Moje 3                   | Ljubav je svuda     | Serbiska       | 11        | 46    |

Det tio länder som kvalificerade sig till finalen avslöjades i följande ordning:
- Moldavien
- Litauen
- Irland
- Estland
- Vitryssland
- Danmark
- Ryssland
- Belgien
- Ukraina
- Nederländerna

#### Semifinal 2
- Den andra semifinalen sändes den 16 maj från Malmö Arena i Malmö. 17 länder lottades till att tävla i denna semifinal.[133]
- Frankrike, Spanien och Tyskland var tvungna att sända och rösta i denna semifinal.[134][135]
- De tio länderna, markerade med beige bakgrundsfärg, fick högst totalpoäng och gick vidare till finalen. Poängen var en kombination av 50% tittarröster och 50% juryröster i varje tävlande land (samt från de tre extraröstande av de direktkvalificerade länderna). De länder som ej blev inom topp tio blev eliminerade från fortsatt tävlan.
- Alla poäng och placeringar redovisades av EBU först efter att finalen hade avgjorts, eftersom man inte ville påverka jurygrupperna och tittarna utifrån vem som fått mest respektive minst poäng.[136] Det splittrade resultatet släpptes den 29 maj 2013.[137]

Länderna i tabellen nedan står i startordning.
| Nr | Land         | Artist                              | Sång                       | Språk              | Placering | Poäng |
| -- | ------------ | ----------------------------------- | -------------------------- | ------------------ | --------- | ----- |
| 1  | Lettland     | PeR                                 | Here We Go                 | Engelska           | 17        | 13    |
| 2  | San Marino   | Valentina Monetta                   | Crisalide (Vola)           | Italienska         | 11        | 47    |
| 3  | Makedonien   | Lozano & Esma                       | Pred da se razdeni         | Makedonska, romani | 16        | 28    |
| 4  | Azerbajdzjan | Farid Mammadov                      | Hold Me                    | Engelska           | 1         | 139   |
| 5  | Finland      | Krista Siegfrids                    | Marry Me                   | Engelska           | 9         | 64    |
| 6  | Malta        | Gianluca                            | Tomorrow                   | Engelska           | 4         | 118   |
| 7  | Bulgarien    | Elitsa Todorova & Stojan Jankoulov  | Samo shampioni             | Bulgariska         | 12        | 45    |
| 8  | Island       | Eyþór Ingi                          | Ég á líf                   | Isländska          | 6         | 72    |
| 9  | Grekland     | Koza Mostra feat. Agathon Iakovidis | Alcohol Is Free            | Grekiska, engelska | 2         | 121   |
| 10 | Israel       | Moran Mazor                         | Rak bishvilo               | Hebreiska          | 14        | 40    |
| 11 | Armenien     | Dorians                             | Lonely Planet              | Engelska           | 7         | 69    |
| 12 | Ungern       | ByeAlex                             | Kedvesem (Zoohacker Remix) | Ungerska           | 8         | 66    |
| 13 | Norge        | Margaret Berger                     | I Feed You My Love         | Engelska           | 3         | 120   |
| 14 | Albanien     | Adrian Lulgjuraj & Bledar Sejko     | Identitet                  | Albanska           | 15        | 31    |
| 15 | Georgien     | Nodiko Tatisjvili & Sophie Gelovani | Waterfall                  | Engelska           | 10        | 63    |
| 16 | Schweiz      | Takasa                              | You and Me                 | Engelska           | 13        | 41    |
| 17 | Rumänien     | Cezar                               | It's My Life               | Engelska           | 5         | 83    |

Det tio länder som kvalificerade sig till finalen avslöjades i följande ordning:
- Ungern
- Azerbajdzjan
- Georgien
- Rumänien
- Norge
- Island
- Armenien
- Finland
- Malta
- Grekland

## Finalen
Finalen ägde rum i Malmö Arena i Malmö den 18 maj 2013. De 26 finalisterna blev:
- The Big Five, vilka är Frankrike, Italien, Spanien, Storbritannien och Tyskland.
- Värdlandet Sverige.
- De tio länder som fick högst antal totalpoäng (i 50:50-läget) i den första semifinalen.
- De tio länder som fick högst antal totalpoäng (i 50:50-läget) i den andra semifinalen.

För femte året i rad avgjordes finalen med hjälp av det så kallade 50/50-systemet, det vill säga att varje land kombinerade sitt resultat med 50% telefon- och SMS-röster samt 50% juryröster. Att man använde sig av 50/50-systemet var för att jämna ut resultaten så att slutresultatet inte bara bygger på antingen tittar- eller juryröster, utan av en kombination av bägge.
Likt semifinalerna togs den kombinerade poängen fram på ett lite annorlunda sätt jämfört med tidigare år. Varje lands tittare respektive jurygrupp skulle ranka finalens bidrag, från första till tjugofemte ranking (tjugosjätte ranking för utslagna semifinalister). Efter att bägge grupperna rankat på varsitt håll slogs rankingen ihop och de tio bidrag som då fått lägst ranking fick i det kombinerade läget landets poäng på skalan 1-8, 10 och 12 poäng. 12 poäng gavs till det bidraget med allra lägst ranking, dvs. ettan, 10 poäng gavs till det bidraget med näst lägst ranking, dvs. tvåan, 8 poäng gavs till det bidraget med tredje lägst ranking, dvs. trean och så vidare till det bidraget med tionde lägst ranking som fick 1 poäng. Samma system avgjorde även semifinalerna.
Även finalfältet delades in i två halvor, där de tävlande finalisterna (både de kvalificerade semifinalisterna och de direktkvalificerade) fick lottas in i vilken halva man skulle tävla i. Därefter fick värdlandets producenter själva välja startordningen utifrån halvorna. Värdlandets position lottades dock fram då man fick dra fram nummer mellan ett och tjugosex. Lottningen om halvorna ägde för de kvalificerade semifinalisterna rum efter att de hade gått vidare till finalen, medan det för "The Big Five"-länderna skedde efter respektive av dessa länder hade gjort sin andra repetition. Startordningen för finalen presenterades den 17 maj klockan 02:44.
Nedan listas länderna i startordning.
| Nr | Land           | Artist                              | Sång                       | Språk              | Kval     | Placering | Poäng |
| -- | -------------- | ----------------------------------- | -------------------------- | ------------------ | -------- | --------- | ----- |
| 1  | Frankrike      | Amandine Bourgeois                  | L'enfer et moi             | Franska            | Big Five | 23        | 14    |
| 2  | Litauen        | Andrius Pojavis                     | Something                  | Engelska           | SF1      | 22        | 17    |
| 3  | Moldavien      | Aliona Moon                         | O mie                      | Rumänska           | SF1      | 11        | 71    |
| 4  | Finland        | Krista Siegfrids                    | Marry Me                   | Engelska           | SF2      | 24        | 13    |
| 5  | Spanien        | ESDM                                | Contigo hasta el final     | Spanska            | Big Five | 25        | 8     |
| 6  | Belgien        | Roberto Bellarosa                   | Love Kills                 | Engelska           | SF1      | 12        | 71    |
| 7  | Estland        | Birgit                              | Et uus saaks alguse        | Estniska           | SF1      | 20        | 19    |
| 8  | Vitryssland    | Aljona Lanskaja                     | Solayoh                    | Engelska           | SF1      | 16        | 48    |
| 9  | Malta          | Gianluca                            | Tomorrow                   | Engelska           | SF2      | 8         | 120   |
| 10 | Ryssland       | Dina Garipova                       | What If                    | Engelska           | SF1      | 5         | 174   |
| 11 | Tyskland       | Cascada                             | Glorious                   | Engelska           | Big Five | 21        | 18    |
| 12 | Armenien       | Dorians                             | Lonely Planet              | Engelska           | SF2      | 18        | 41    |
| 13 | Nederländerna  | Anouk                               | Birds                      | Engelska           | SF1      | 9         | 114   |
| 14 | Rumänien       | Cezar                               | It's My Life               | Engelska           | SF2      | 13        | 65    |
| 15 | Storbritannien | Bonnie Tyler                        | Believe in Me              | Engelska           | Big Five | 19        | 23    |
| 16 | Sverige        | Robin Stjernberg                    | You                        | Engelska           | Värdland | 14        | 62    |
| 17 | Ungern         | ByeAlex                             | Kedvesem (Zoohacker Remix) | Ungerska           | SF2      | 10        | 84    |
| 18 | Danmark        | Emmelie de Forest                   | Only Teardrops             | Engelska           | SF1      | 1         | 281   |
| 19 | Island         | Eyþór Ingi                          | Ég á líf                   | Isländska          | SF2      | 17        | 47    |
| 20 | Azerbajdzjan   | Farid Mammadov                      | Hold Me                    | Engelska           | SF2      | 2         | 234   |
| 21 | Grekland       | Koza Mostra feat. Agathon Iakovidis | Alcohol Is Free            | Grekiska, engelska | SF2      | 6         | 152   |
| 22 | Ukraina        | Zlata Ohnevytj                      | Gravity                    | Engelska           | SF1      | 3         | 214   |
| 23 | Italien        | Marco Mengoni                       | L'essenziale               | Italienska         | Big Five | 7         | 126   |
| 24 | Norge          | Margaret Berger                     | I Feed You My Love         | Engelska           | SF2      | 4         | 191   |
| 25 | Georgien       | Nodiko Tatisjvili & Sophie Gelovani | Waterfall                  | Engelska           | SF2      | 15        | 50    |
| 26 | Irland         | Ryan Dolan                          | Only Love Survives         | Engelska           | SF1      | 26        | 5     |

### Omröstningen

#### Utdragen och spännande
Omröstningen var det här året mer utdragen och spännande, vilket gjordes att det avgörande ögonblicket då vinnaren korades inte blev förrän det återstod fyra länder som skulle rösta. Omröstningen hade för övrigt gjorts om något då varje lands första sju poäng som poänguppläsaren inte läser upp syntes längre tid för tittarna jämfört med tidigare år. 
Efter att San Marino hade röstat som första land ledde Grekland följt av Malta och Frankrike. Därefter växlade ledningen under flera omgångar mellan flera länder såsom Grekland, Norge, Azerbajdzjan och Danmark. Efter åtta röstningsomgångar började Danmark gå upp mer i ledning även om Azerbajdzjan hängde på tätt efter. Även Norge och Grekland fortsatte att få höga poäng, men började hamna alltför långt efter just då. I del tolfte omgången, då Moldavien röstade, började Ukraina segla upp mot toppen. Under hela den här tiden låg Sverige på den högra delen av resultattavlan och var således aldrig någon favorit till segern.

#### Efter den sextonde röstningsomgången
Alla länder fick nästan direkt minst en poäng, även om Estland, Litauen och Georgien fick vänta ett tag på sina poäng. Fram till den sextonde röstningsomgången låg Estland fortfarande på noll poäng, följt av Irland på tre poäng. Då Estland fick en sexa i omgången därpå flyttade Irland ned och hamnade sist. Sedan lyckades Irland bara få två poäng till vilket gjorde att de totalt sett slutade sist.

#### Halvtid
När hälften av alla 39 länder hade röstat ledde Danmark med 135 poäng, följt av Ukraina på 113 poäng och Azerbajdzjan på 100 poäng. Efter att man hade kollat av läget här och fortsatte röstningen började både Ukraina och Azerbajdzjan komma allt närmre Danmark under ett par röstningsomgångar, men även Danmark fick fler poäng, om än att avståndet hade krympt till cirka tjugo poängs marginal. Samtidigt växlade Azerbajdzjan och Ukraina att gå om varandra till och från på andra- och tredjeplatsen. När mer än trettio länder hade avlagt sina poäng hade avståndet växt mellan ettan Danmark och tvåan Azerbajdzjan om än att Azerbajdzjan fortfarande kunde gå om Danmark. I den trettiofemte omgången fick dock Danmark en tolvpoängare och med fyra länder kvar stod det klart att de hade segrat. Danmark utökade sin seger ytterligare till 281 poäng. 
Det kan också noteras att Danmark fick poäng av alla länder utom av San Marino. En liknande situation skedde för Sverige året innan, som då tog poäng av alla länder utom Italien. Däremot kan det tilläggas att Danmark fick hälften så många tolvpoängare som Sverige hade fått vid sin vinst 2012.

#### Tekniska problem
Ett antal tekniska problem skedde under omröstningen. När Sverige avlade sina röster som land nummer två hoppade grafiken mellan resultattavlan och studion, vilket gjorde att Petra Mede inte hann med att säga tretoppsländerna på franska. I den fjärde omgången då Nederländerna röstade råkade man av misstag lägga ut grafiken för vem som hade fått tolvpoängaren några sekunder före avlämnaren hade berättat vem det var. Efter halva omgången hade man en paus och då programmet återkom efter pausen fick man lägga in snabbklipp på tretoppen då man inte kunde nå Bulgarien som skulle avlägga sina röster. En muntlig miss skedde också då Tysklands poänguppläsare Lena Meyer-Landrut råkade avge tio poäng till Norge, trots att Norge redan fått sju poäng av dem. Den poängen skulle ha gått till Danmark, vilket den också gjorde. Resultattavlan reagerade dock inte över detta. Utöver dessa saker fungerade röstningen som den skulle och alla länder kunde avlägga sina röster i den ordningen som det var tänkt att de skulle rösta i.

### 12-poängare
| Antal | Tävlande land | Länder som gav 12 poäng                                                                        |
| ----- | ------------- | ---------------------------------------------------------------------------------------------- |
| 10    | Azerbajdzjan  | Bulgarien, Georgien, Grekland, Israel, Litauen, Malta, Montenegro, Ryssland, Ungern, Österrike |
| 8     | Danmark       | Frankrike, Irland, Island, Italien, Makedonien, Serbien, Slovenien, Storbritannien             |
| 5     | Ukraina       | Armenien, Azerbajdzjan, Kroatien, Moldavien, Vitryssland                                       |
| 3     | Italien       | Albanien, Schweiz, Spanien                                                                     |
| 3     | Norge         | Danmark, Finland, Sverige                                                                      |
| 2     | Ryssland      | Estland, Lettland                                                                              |
| 2     | Grekland      | Cypern, San Marino                                                                             |
| 1     | Belgien       | Nederländerna                                                                                  |
| 1     | Moldavien     | Rumänien                                                                                       |
| 1     | Nederländerna | Belgien                                                                                        |
| 1     | Sverige       | Norge                                                                                          |
| 1     | Ungern        | Tyskland                                                                                       |
| 1     | Vitryssland   | Ukraina                                                                                        |

### Röstningsordning
Under finalkvällen avlade samtliga 39 länder som tävlade det här året poäng i finalen. Den röstningsordning som länderna skulle avge poängen i presenterades timmarna innan finalen skulle äga rum. Ordningen byggde på en särskild algoritm som beräknar en spännande röstningsordning utifrån hur jurygrupperna röstat. Algoritmen gör därför själva röstningsproceduren mer utdragen, så att den som sedan vinner finalen inte ska avslöjas redan efter ett par röstande länder. Det blev tredje året i rad man använder sig av det systemet, tidigare år har ordningen lottats. I tabellen nedan listas ordningen på hur länderna avlade sina poäng.
| Nr | Land           | Poängutdelare         |
| -- | -------------- | --------------------- |
| 1  | San Marino     | John Kennedy O'Connor |
| 2  | Sverige        | Yohio                 |
| 3  | Albanien       | Andri Xhahu           |
| 4  | Nederländerna  | Cornald Maas          |
| 5  | Österrike      | Katharina Bellowitsch |
| 6  | Storbritannien | Scott Mills           |
| 7  | Israel         | Ofer Nachshon         |
| 8  | Serbien        | Maja Nikolić          |
| 9  | Ukraina        | Matias                |
| 10 | Ungern         | Éva Novodomszky       |
| 11 | Rumänien       | Sonia Argint          |
| 12 | Moldavien      | Olivia Furtuna        |
| 13 | Azerbajdzjan   | Tamilla Shirinova     |
| 14 | Norge          | Tooji                 |
| 15 | Armenien       | André                 |
| 16 | Italien        | Federica Gentile      |
| 17 | Finland        | Kristina Wheeler      |
| 18 | Spanien        | Inés Paz              |
| 19 | Vitryssland    | Darya Domracheva      |
| 20 | Lettland       | Anmary                |

| Nr | Land       | Poängutdelare              |
| -- | ---------- | -------------------------- |
| 21 | Bulgarien  | Joanna Dragneva            |
| 22 | Belgien    | Barbara Louys              |
| 23 | Ryssland   | Alsou                      |
| 24 | Malta      | Emma Hickey                |
| 25 | Estland    | Rolf Roosalu               |
| 26 | Tyskland   | Lena                       |
| 27 | Island     | María Sigrún Hilmarsdóttir |
| 28 | Frankrike  | Marine Vignes              |
| 29 | Grekland   | Adriana Magania            |
| 30 | Irland     | Nicky Byrne                |
| 31 | Danmark    | Sofie Lassen-Kahlke        |
| 32 | Montenegro | Ivana Sebek                |
| 33 | Slovenien  | Andrea                     |
| 34 | Georgien   | Liza Tsiklauri             |
| 35 | Makedonien | Dimitar Atanasovski        |
| 36 | Cypern     | Loukas Hamatsos            |
| 37 | Kroatien   | Uršula Tolj                |
| 38 | Schweiz    | Mélanie Freymond           |
| 39 | Litauen    | Ignas Krupavičius          |

## Poängtabeller

### Finalen
| Startordning | Startordning   | Röster (enligt röstavlämningsordningen) | Röster (enligt röstavlämningsordningen) | Röster (enligt röstavlämningsordningen) | Röster (enligt röstavlämningsordningen) | Röster (enligt röstavlämningsordningen) | Röster (enligt röstavlämningsordningen) | Röster (enligt röstavlämningsordningen) | Röster (enligt röstavlämningsordningen) | Röster (enligt röstavlämningsordningen) | Röster (enligt röstavlämningsordningen) | Röster (enligt röstavlämningsordningen) | Röster (enligt röstavlämningsordningen) | Röster (enligt röstavlämningsordningen) | Röster (enligt röstavlämningsordningen) | Röster (enligt röstavlämningsordningen) | Röster (enligt röstavlämningsordningen) | Röster (enligt röstavlämningsordningen) | Röster (enligt röstavlämningsordningen) | Röster (enligt röstavlämningsordningen) | Röster (enligt röstavlämningsordningen) | Röster (enligt röstavlämningsordningen) | Röster (enligt röstavlämningsordningen) | Röster (enligt röstavlämningsordningen) | Röster (enligt röstavlämningsordningen) | Röster (enligt röstavlämningsordningen) | Röster (enligt röstavlämningsordningen) | Röster (enligt röstavlämningsordningen) | Röster (enligt röstavlämningsordningen) | Röster (enligt röstavlämningsordningen) | Röster (enligt röstavlämningsordningen) | Röster (enligt röstavlämningsordningen) | Röster (enligt röstavlämningsordningen) | Röster (enligt röstavlämningsordningen) | Röster (enligt röstavlämningsordningen) | Röster (enligt röstavlämningsordningen) | Röster (enligt röstavlämningsordningen) | Röster (enligt röstavlämningsordningen) | Röster (enligt röstavlämningsordningen) | Röster (enligt röstavlämningsordningen) | Röster (enligt röstavlämningsordningen) |
| Startordning | Startordning   | Totalt                                  | SM                                      | SE                                      | AL                                      | NL                                      | AT                                      | UK                                      | IL                                      | RS                                      | UA                                      | HU                                      | RO                                      | MD                                      | AZ                                      | NO                                      | AM                                      | IT                                      | FI                                      | ES                                      | BY                                      | LV                                      | BG                                      | BE                                      | RU                                      | MT                                      | EE                                      | DE                                      | IS                                      | FR                                      | GR                                      | IE                                      | DK                                      | ME                                      | SI                                      | GE                                      | MK                                      | CY                                      | HR                                      | CH                                      | LT                                      |
| ------------ | -------------- | --------------------------------------- | --------------------------------------- | --------------------------------------- | --------------------------------------- | --------------------------------------- | --------------------------------------- | --------------------------------------- | --------------------------------------- | --------------------------------------- | --------------------------------------- | --------------------------------------- | --------------------------------------- | --------------------------------------- | --------------------------------------- | --------------------------------------- | --------------------------------------- | --------------------------------------- | --------------------------------------- | --------------------------------------- | --------------------------------------- | --------------------------------------- | --------------------------------------- | --------------------------------------- | --------------------------------------- | --------------------------------------- | --------------------------------------- | --------------------------------------- | --------------------------------------- | --------------------------------------- | --------------------------------------- | --------------------------------------- | --------------------------------------- | --------------------------------------- | --------------------------------------- | --------------------------------------- | --------------------------------------- | --------------------------------------- | --------------------------------------- | --------------------------------------- | --------------------------------------- |
| Bidrag       | Frankrike      | 14                                      | 8                                       | -                                       | -                                       | -                                       | -                                       | -                                       | -                                       | -                                       | -                                       | -                                       | -                                       | -                                       | -                                       | -                                       | 2                                       | -                                       | -                                       | -                                       | -                                       | -                                       | -                                       | -                                       | -                                       | -                                       | -                                       | -                                       | 2                                       |                                         | -                                       | -                                       | -                                       | -                                       | -                                       | -                                       | 1                                       | 1                                       | -                                       | -                                       | -                                       |
| Bidrag       | Litauen        | 17                                      | -                                       | -                                       | -                                       | -                                       | -                                       | -                                       | -                                       | -                                       | 1                                       | -                                       | -                                       | -                                       | 3                                       | -                                       | -                                       | 6                                       | -                                       | -                                       | 5                                       | -                                       | -                                       | -                                       | -                                       | -                                       | -                                       | -                                       | -                                       | -                                       | -                                       | 1                                       | -                                       | -                                       | -                                       | 1                                       | -                                       | -                                       | -                                       | -                                       |                                         |
| Bidrag       | Moldavien      | 71                                      | -                                       | -                                       | -                                       | -                                       | 2                                       | -                                       | 1                                       | 6                                       | 8                                       | -                                       | 12                                      |                                         | 1                                       | -                                       | -                                       | 4                                       | -                                       | 2                                       | 4                                       | -                                       | 3                                       | 3                                       | 6                                       | -                                       | -                                       | -                                       | -                                       | 4                                       | -                                       | 3                                       | -                                       | 5                                       | -                                       | -                                       | 7                                       | -                                       | -                                       | -                                       | -                                       |
| Bidrag       | Finland        | 13                                      | 3                                       | -                                       | -                                       | -                                       | -                                       | -                                       | 4                                       | -                                       | -                                       | -                                       | -                                       | -                                       | -                                       | -                                       | -                                       | -                                       |                                         | -                                       | -                                       | -                                       | -                                       | -                                       | -                                       | -                                       | -                                       | 1                                       | -                                       | 3                                       | -                                       | -                                       | 2                                       | -                                       | -                                       | -                                       | -                                       | -                                       | -                                       | -                                       | -                                       |
| Bidrag       | Spanien        | 8                                       | -                                       | -                                       | 6                                       | -                                       | -                                       | -                                       | -                                       | -                                       | -                                       | -                                       | -                                       | -                                       | -                                       | -                                       | -                                       | 2                                       | -                                       |                                         | -                                       | -                                       | -                                       | -                                       | -                                       | -                                       | -                                       | -                                       | -                                       | -                                       | -                                       | -                                       | -                                       | -                                       | -                                       | -                                       | -                                       | -                                       | -                                       | -                                       | -                                       |
| Bidrag       | Belgien        | 71                                      | 5                                       | 7                                       | -                                       | 12                                      | 3                                       | 3                                       | -                                       | 3                                       | -                                       | 4                                       | -                                       | -                                       | -                                       | 3                                       | -                                       | -                                       | 3                                       | -                                       | -                                       | 2                                       | -                                       |                                         | 8                                       | -                                       | 2                                       | -                                       | -                                       | 5                                       | -                                       | 4                                       | 5                                       | -                                       | 2                                       | -                                       | -                                       | -                                       | -                                       | -                                       | -                                       |
| Bidrag       | Estland        | 19                                      | -                                       | -                                       | -                                       | -                                       | -                                       | -                                       | -                                       | -                                       | -                                       | -                                       | -                                       | -                                       | -                                       | -                                       | -                                       | -                                       | 6                                       | -                                       | -                                       | 10                                      | -                                       | -                                       | -                                       | -                                       |                                         | -                                       | -                                       | -                                       | -                                       | -                                       | -                                       | -                                       | -                                       | -                                       | -                                       | -                                       | -                                       | -                                       | 3                                       |
| Bidrag       | Vitryssland    | 48                                      | -                                       | -                                       | -                                       | -                                       | -                                       | -                                       | 3                                       | -                                       | 12                                      | -                                       | -                                       | 4                                       | 7                                       | -                                       | 5                                       | -                                       | -                                       | -                                       |                                         | -                                       | -                                       | -                                       | -                                       | 2                                       | -                                       | -                                       | -                                       | -                                       | 1                                       | -                                       | -                                       | 3                                       | -                                       | 5                                       | 5                                       | -                                       | -                                       | -                                       | 1                                       |
| Bidrag       | Malta          | 120                                     | 10                                      | -                                       | -                                       | 8                                       | -                                       | 7                                       | -                                       | -                                       | 2                                       | 8                                       | 5                                       | -                                       | 8                                       | 10                                      | 6                                       | 10                                      | -                                       | 1                                       | 7                                       | 5                                       | -                                       | -                                       | -                                       |                                         | 5                                       | 5                                       | 5                                       | 2                                       | 3                                       | -                                       | 4                                       | -                                       | -                                       | 3                                       | 3                                       | 3                                       | -                                       | -                                       | -                                       |
| Bidrag       | Ryssland       | 174                                     | -                                       | 5                                       | -                                       | 4                                       | -                                       | 10                                      | 7                                       | 8                                       | 4                                       | -                                       | -                                       | 7                                       | -                                       | -                                       | 7                                       | -                                       | 2                                       | 6                                       | 8                                       | 12                                      | 5                                       | 4                                       |                                         | -                                       | 12                                      | 2                                       | 1                                       | 6                                       | -                                       | 10                                      | 7                                       | 7                                       | 10                                      | 6                                       | 6                                       | 5                                       | 6                                       | -                                       | 7                                       |
| Bidrag       | Tyskland       | 18                                      | -                                       | -                                       | 3                                       | -                                       | 6                                       | -                                       | 5                                       | -                                       | -                                       | -                                       | -                                       | -                                       | -                                       | -                                       | -                                       | -                                       | -                                       | 3                                       | -                                       | -                                       | -                                       | -                                       | -                                       | -                                       | -                                       |                                         | -                                       | -                                       | -                                       | -                                       | -                                       | -                                       | -                                       | -                                       | -                                       | -                                       | -                                       | 1                                       | -                                       |
| Bidrag       | Armenien       | 41                                      | 1                                       | -                                       | -                                       | -                                       | -                                       | -                                       | -                                       | -                                       | 6                                       | 3                                       | -                                       | 1                                       | -                                       | -                                       |                                         | -                                       | -                                       | -                                       | 2                                       | -                                       | 8                                       | -                                       | 2                                       | 1                                       | -                                       | -                                       | -                                       | 7                                       | -                                       | -                                       | -                                       | -                                       | -                                       | 10                                      | -                                       | -                                       | -                                       | -                                       | -                                       |
| Bidrag       | Nederländerna  | 114                                     | -                                       | 8                                       | 4                                       |                                         | 8                                       | 6                                       | -                                       | -                                       | -                                       | 5                                       | 2                                       | -                                       | -                                       | 8                                       | -                                       | -                                       | 8                                       | -                                       | -                                       | -                                       | -                                       | 12                                      | 3                                       | -                                       | 7                                       | -                                       | 8                                       | -                                       | -                                       | 6                                       | 10                                      | -                                       | 7                                       | -                                       | 2                                       | -                                       | 2                                       | 4                                       | 4                                       |
| Bidrag       | Rumänien       | 65                                      | -                                       | 4                                       | 5                                       | -                                       | 4                                       | 4                                       | -                                       | -                                       | -                                       | -                                       |                                         | 10                                      | 6                                       | 6                                       | -                                       | 1                                       | -                                       | -                                       | -                                       | -                                       | -                                       | -                                       | -                                       | 7                                       | -                                       | -                                       | 6                                       | 1                                       | 10                                      | -                                       | -                                       | 1                                       | -                                       | -                                       | -                                       | -                                       | -                                       | -                                       | -                                       |
| Bidrag       | Storbritannien | 23                                      | -                                       | 1                                       | -                                       | -                                       | -                                       |                                         | -                                       | -                                       | -                                       | -                                       | 3                                       | -                                       | -                                       | -                                       | -                                       | -                                       | -                                       | 4                                       | -                                       | -                                       | -                                       | -                                       | -                                       | 5                                       | -                                       | -                                       | -                                       | -                                       | -                                       | 7                                       | -                                       | -                                       | 1                                       | -                                       | -                                       | -                                       | -                                       | 2                                       | -                                       |
| Bidrag       | Sverige        | 62                                      | -                                       |                                         | -                                       | 3                                       | -                                       | -                                       | -                                       | 1                                       | -                                       | -                                       | -                                       | 5                                       | -                                       | 12                                      | -                                       | -                                       | 4                                       | -                                       | -                                       | 4                                       | 4                                       | 1                                       | -                                       | -                                       | 1                                       | 3                                       | 4                                       | -                                       | -                                       | 5                                       | 8                                       | -                                       | 6                                       | -                                       | -                                       | -                                       | 1                                       | -                                       | -                                       |
| Bidrag       | Ungern         | 84                                      | 6                                       | 3                                       | 8                                       | 7                                       | -                                       | -                                       | -                                       | 2                                       | -                                       |                                         | -                                       | -                                       | -                                       | 2                                       | -                                       | 3                                       | 10                                      | -                                       | -                                       | -                                       | 6                                       | -                                       | -                                       | -                                       | 4                                       | 12                                      | -                                       | -                                       | 2                                       | -                                       | -                                       | -                                       | -                                       | -                                       | -                                       | -                                       | 4                                       | 10                                      | 5                                       |
| Bidrag       | Danmark        | 281                                     | -                                       | 10                                      | 1                                       | 10                                      | 5                                       | 12                                      | 8                                       | 12                                      | 5                                       | 10                                      | 6                                       | 6                                       | 5                                       | 7                                       | 4                                       | 12                                      | 7                                       | 8                                       | 1                                       | 6                                       | 2                                       | 10                                      | 4                                       | 6                                       | 8                                       | 10                                      | 12                                      | 12                                      | 7                                       | 12                                      |                                         | 10                                      | 12                                      | 7                                       | 12                                      | 7                                       | 10                                      | 3                                       | 2                                       |
| Bidrag       | Island         | 47                                      | -                                       | 6                                       | -                                       | -                                       | -                                       | 2                                       | -                                       | -                                       | -                                       | 6                                       | -                                       | -                                       | -                                       | 4                                       | -                                       | -                                       | 5                                       | -                                       | -                                       | -                                       | -                                       | -                                       | -                                       | -                                       | 6                                       | 8                                       |                                         | -                                       | -                                       | -                                       | 1                                       | -                                       | 4                                       | -                                       | -                                       | -                                       | -                                       | 5                                       | -                                       |
| Bidrag       | Azerbajdzjan   | 234                                     | 2                                       | -                                       | 7                                       | 2                                       | 12                                      | -                                       | 12                                      | 5                                       | 10                                      | 12                                      | 10                                      | 8                                       |                                         | -                                       | -                                       | -                                       | -                                       | 7                                       | 10                                      | 3                                       | 12                                      | 5                                       | 12                                      | 12                                      | -                                       | 4                                       | 7                                       | 8                                       | 12                                      | 2                                       | -                                       | 12                                      | 3                                       | 12                                      | -                                       | 8                                       | 7                                       | 6                                       | 12                                      |
| Bidrag       | Grekland       | 152                                     | 12                                      | -                                       | 10                                      | 1                                       | 7                                       | 8                                       | 2                                       | -                                       | -                                       | 1                                       | 7                                       | -                                       | 4                                       | 5                                       | 8                                       | 7                                       | 1                                       | -                                       | 6                                       | 1                                       | 7                                       | 2                                       | 10                                      | 4                                       | -                                       | 6                                       | -                                       | -                                       |                                         | -                                       | 6                                       | 8                                       | -                                       | -                                       | 4                                       | 12                                      | 5                                       | 8                                       | -                                       |
| Bidrag       | Ukraina        | 214                                     | -                                       | -                                       | -                                       | 5                                       | 1                                       | 5                                       | 10                                      | 10                                      |                                         | 7                                       | 4                                       | 12                                      | 12                                      | 1                                       | 12                                      | 5                                       | -                                       | 10                                      | 12                                      | 7                                       | 10                                      | 8                                       | 1                                       | 10                                      | 10                                      | -                                       | 3                                       | -                                       | 8                                       | 8                                       | 3                                       | -                                       | -                                       | 8                                       | -                                       | 10                                      | 12                                      | -                                       | 10                                      |
| Bidrag       | Italien        | 126                                     | 4                                       | -                                       | 12                                      | -                                       | 10                                      | -                                       | -                                       | 4                                       | -                                       | -                                       | 1                                       | -                                       | -                                       | -                                       | 1                                       |                                         | -                                       | 12                                      | -                                       | -                                       | -                                       | 6                                       | -                                       | 8                                       | -                                       | -                                       | -                                       | 10                                      | 6                                       | -                                       | -                                       | 6                                       | 8                                       | 2                                       | 10                                      | 6                                       | 8                                       | 12                                      | -                                       |
| Bidrag       | Norge          | 191                                     | 7                                       | 12                                      | 2                                       | 6                                       | -                                       | -                                       | 6                                       | 7                                       | 3                                       | 2                                       | 8                                       | 2                                       | 2                                       |                                         | 3                                       | 8                                       | 12                                      | 5                                       | 3                                       | 8                                       | 1                                       | 7                                       | 7                                       | 3                                       | 3                                       | 7                                       | 10                                      | -                                       | 4                                       | -                                       | 12                                      | 4                                       | 5                                       | 4                                       | 8                                       | 4                                       | 3                                       | 7                                       | 6                                       |
| Bidrag       | Georgien       | 50                                      | -                                       | -                                       | -                                       | -                                       | -                                       | -                                       | -                                       | -                                       | 7                                       | -                                       | -                                       | 3                                       | 10                                      | -                                       | 10                                      | -                                       | -                                       | -                                       | -                                       | -                                       | -                                       | -                                       | 5                                       | -                                       | -                                       | -                                       | -                                       | -                                       | 5                                       | -                                       | -                                       | 2                                       | -                                       |                                         | -                                       | -                                       | -                                       | -                                       | 8                                       |
| Bidrag       | Irland         | 5                                       | -                                       | 2                                       | -                                       | -                                       | -                                       | 1                                       | -                                       | -                                       | -                                       | -                                       | -                                       | -                                       | -                                       | -                                       | -                                       | -                                       | -                                       | -                                       | -                                       | -                                       | -                                       | -                                       | -                                       | -                                       | -                                       | -                                       | -                                       | -                                       | -                                       |                                         | -                                       | -                                       | -                                       | -                                       | -                                       | 2                                       | -                                       | -                                       | -                                       |

## Resultattabeller

### Icke-kvalificerade länder
Efter att finalen avslutades släpptes poäng och placeringar för semifinalisterna. Nedan redovisas uppgifterna för de semifinalister som inte tog sig till finalen efter totalpoäng. Poängen redovisas inom parentes.
27.  San Marino (47), semifinal 2.

28.  Serbien (46), semifinal 1.

29.  Bulgarien (45), semifinal 2.

30.  Montenegro (41), semifinal 1.

30.  Schweiz (41), semifinal 2.

32.  Israel (40), semifinal 2.

33.  Kroatien (38), semifinal 1.

34.  Albanien (31), semifinal 2.

35.  Makedonien (28), semifinal 2.

36.  Österrike (27), semifinal 1.

37.  Lettland (13), semifinal 2.

38.  Cypern (11), semifinal 1.

39.  Slovenien (8), semifinal 1.

### Splittrat resultat
Den 29 maj 2013 släppte EBU informationen om hur jurygrupperna respektive tittarna hade röstat i semifinalerna och i finalen. I likhet med tidigare år släpptes endast det sammanställda resultatet och inte hur varje land enskilt hade avlagt sina poäng. 
Splittrat resultat, dvs. 50:50-system, har man använt inom Eurovision sedan år 2009. Dock har man sedan år 2010 endast redovisat hur jurygrupperna respektive tittarna har röstat totalt sett då man inte ska påverka röstningens utgång i framtida Eurovisioner. Vilket sägs bero för att man enkelt kan få reda på i vilka länder röstningen inte är stark och för att EBU inte vill avslöja vilka länder som enbart har jurygrupper.  Till skillnad från tidigare år släpptes inte poängtavlor utan rankingsnitten som varje land hade fått. Snittet blev därför endast hypotetiska siffror som visade hur resultatet hade blivit ifall att endast jurygrupper eller tittarna hade fått avgöra resultatet. 
I tabellerna nedan redovisas hur jurygrupperna respektive tittarna röstade.

#### Semifinal 1
I den första semifinalen var både jurygrupperna och tittarna överens om sju av tio länder att gå till final. De var dessutom bägge överens om att Danmark skulle komma etta och Ryssland tvåa. Utöver dessa länder skilde sig resultatet markant på vissa håll, då jurygrupperna fick med två av sina favoriter medan tittarna fick med en. Hade tittarna fått bestämma skulle Montenegro och Kroatien ha gått vidare (istället för Estland och Moldavien) medan om jurygrupperna hade fått bestämma skulle Österrike ha gått vidare (istället för Litauen). Totalt sett räddade tittarna vidare Litauen medan jurygrupperna räddade vidare Moldavien och Estland.
I bottenstriden ville både tittarna och jurygrupperna att Slovenien skulle komma sist, vilket de även gjorde i 50:50-läget. Från denna semifinal gick ingen av de fyra länderna som tillhörde forna Jugoslavien  vidare. Noterbart kan vara att jurygrupperna placerade dessa sist av alla i semifinalen.
| Nr | Telefonröstning | Ranking- snitt | Juryröstning  | Ranking- snitt |
| -- | --------------- | -------------- | ------------- | -------------- |
| 1  | Danmark         | 3,33           | Danmark       | 3,58           |
| 2  | Ryssland        | 3,89           | Ryssland      | 3,74           |
| 3  | Ukraina         | 3,94           | Moldavien     | 4,32           |
| 4  | Montenegro      | 7,33           | Ukraina       | 5,16           |
| 5  | Litauen         | 7,44           | Österrike     | 6,32           |
| 6  | Irland          | 7,61           | Nederländerna | 6,42           |
| 7  | Belgien         | 7,72           | Belgien       | 6,63           |
| 8  | Vitryssland     | 7,83           | Estland       | 7,47           |
| 9  | Nederländerna   | 7,94           | Vitryssland   | 8,26           |
| 10 | Kroatien        | 8              | Irland        | 9,26           |
| 11 | Moldavien       | 8,28           | Litauen       | 9,37           |
| 12 | Serbien         | 8,39           | Cypern        | 9,47           |
| 13 | Estland         | 10,06          | Kroatien      | 9,95           |
| 14 | Cypern          | 12             | Montenegro    | 10,16          |
| 15 | Österrike       | 12,33          | Serbien       | 10,95          |
| 16 | Slovenien       | 13,17          | Slovenien     | 11,47          |

#### Semifinal 2
I den här semifinalen var tittarna och jurygrupperna betydligt mer oense än i den första semifinalen. Dock var man totalt sett överens om sex av tio länder, men man var inte överens om deras enskilda placeringar mer än att Norge hamnade på fjärde plats i bägge lägena. Hade bara tittarna fått bestämma skulle Schweiz och Bulgarien ha gått till final (istället för Armenien och Georgien) medan om jurygrupperna hade fått bestämma skulle Israel och San Marino ha gått till final (istället för Ungern och Rumänien). I totalläget räddade tittarna vidare Rumänien och Ungern medan jurygrupperna räddade vidare Georgien och Armenien.
Noterbart i toppstriden var att både tittarna och jurygrupperna hade varsin vinnare: Rumänien (tittarna) och Malta (jurygrupperna). Hos jurygrupperna hamnade Rumänien på trettonde plats medan Malta hamnade på sjunde plats hos tittarna. Azerbajdzjan, som vann semifinalen i 50:50-läget blev trea hos tittarna och tvåa hos jurygrupperna. I bottenstriden hamnade Lettland sist hos tittarna medan Bulgarien blev sist hos jurygrupperna. I 50:50-läget blev Lettland helt sist.
Även från denna semifinal lyckades ingen av länderna som tillhörde forna Jugoslavien att ta sig till final. Då jurygrupperna hade satt de fyra tävlande länderna där bland de fyra sista placeringarna, satte denna gång tittarna Makedonien på sextonde plats. Jurygrupperna satte detta land på fjortonde plats. Det betyder att det enda land från balkan som tog sig till final (om man inte räknar med Moldavien och Rumänien till balkan) var Grekland.
| Nr | Telefonröstning | Ranking- snitt | Juryröstning | Ranking- snitt |
| -- | --------------- | -------------- | ------------ | -------------- |
| 1  | Rumänien        | 4,78           | Malta        | 3,4            |
| 2  | Grekland        | 5              | Azerbajdzjan | 4,6            |
| 3  | Azerbajdzjan    | 5,28           | Grekland     | 5,5            |
| 4  | Norge           | 5,5            | Norge        | 5,8            |
| 5  | Schweiz         | 7              | Georgien     | 6,05           |
| 6  | Bulgarien       | 7,44           | Finland      | 7,05           |
| 7  | Malta           | 7,78           | Armenien     | 7,15           |
| 8  | Ungern          | 8,39           | Island       | 7,4            |
| 9  | Island          | 8,61           | Israel       | 7,95           |
| 10 | Finland         | 8,89           | San Marino   | 8,4            |
| 11 | Armenien        | 9,44           | Ungern       | 8,55           |
| 12 | San Marino      | 9,47           | Albanien     | 9,1            |
| 13 | Georgien        | 9,89           | Rumänien     | 9,7            |
| 14 | Israel          | 10,67          | Makedonien   | 9,75           |
| 15 | Albanien        | 11,78          | Lettland     | 9,9            |
| 16 | Makedonien      | 12,22          | Schweiz      | 10,65          |
| 17 | Lettland        | 13,28          | Bulgarien    | 10,75          |

#### Finalen
| Nr | Telefonröstning | Ranking- snitt | Juryröstning   | Ranking- snitt |
| -- | --------------- | -------------- | -------------- | -------------- |
| 1  | Danmark         | 4,97           | Danmark        | 6,23           |
| 2  | Ukraina         | 5,66           | Azerbajdzjan   | 7,77           |
| 3  | Azerbajdzjan    | 5,86           | Sverige        | 8,05           |
| 4  | Grekland        | 6              | Norge          | 8,23           |
| 5  | Ryssland        | 6,84           | Moldavien      | 8,69           |
| 6  | Norge           | 7,14           | Ukraina        | 8,74           |
| 7  | Rumänien        | 7,49           | Nederländerna  | 9,05           |
| 8  | Ungern          | 8,19           | Italien        | 9,46           |
| 9  | Malta           | 10,97          | Malta          | 9,54           |
| 10 | Italien         | 11,7           | Ryssland       | 9,67           |
| 11 | Nederländerna   | 11,7           | Belgien        | 9,92           |
| 12 | Island          | 13,05          | Frankrike      | 10,95          |
| 13 | Vitryssland     | 14,11          | Georgien       | 12,1           |
| 14 | Irland          | 14,62          | Grekland       | 12,28          |
| 15 | Armenien        | 15,11          | Storbritannien | 12,46          |
| 16 | Tyskland        | 15,81          | Estland        | 13,41          |
| 17 | Belgien         | 16,03          | Island         | 13,44          |
| 18 | Sverige         | 16,19          | Finland        | 13,77          |
| 19 | Moldavien       | 16,57          | Armenien       | 14,44          |
| 20 | Finland         | 16,68          | Tyskland       | 15,44          |
| 21 | Litauen         | 16,73          | Ungern         | 15,59          |
| 22 | Storbritannien  | 17,03          | Vitryssland    | 16,15          |
| 23 | Georgien        | 17,08          | Irland         | 16,21          |
| 24 | Estland         | 19,59          | Rumänien       | 17,82          |
| 25 | Frankrike       | 21,68          | Litauen        | 17,95          |
| 26 | Spanien         | 22,92          | Spanien        | 19,64          |

## Kommentatorer
- Albanien – Andri Xhahu (TVSH1
- Armenien – André och Arevik Udumyan (Armenia 1
- Australien – Julia Zemiro and Sam Pang (SBS One
- Azerbajdzjan – ?? (İTV
- Belgien – Nederländska: André Vermeulen och Tom De Cock (één och Radio 2, Franska: Maureen Louys och Jean-Louis Lahaye (La Une
- Bosnien och Hercegovina – Dejan Kukrić (BHT 1 och BH Radio 1
- Bulgarien –  ?? (BNT 1
- Cypern – Melina Karageorgiou (RIK 1
- Danmark – Ole Tøpholm (DR1)
- Estland – Marko Reikop (ETV1
- Finland – Finska: Aino Töllinen och Juuso Mäkilähde, Svenska: Eva Frantz och Johan Lindroos (Yle TV2, Sanna Kojo och Jorma Hietamäki (Yle Radio Suomi
- Frankrike – Audrey Chauveau och Bruno Berberes (France 3
- Georgien – Temo Kvirkvelia (GPB 1TV
- Grekland – Maria Kozakou och Giorgos Kapoutzidis (ERT HD)
- Island – Felix Bergsson (RÚV
- Irland – Marty Whelan RTÉ One
- Israel – Amit Kotler (Channel 1
- Italien – Federica Gentile (Rai 5
- Kazakstan – Roman Raifeld och Kaldybek Zhaysanbay (El Arna)
- Kina – ?? (CCTV-15 (5-7 oktober)
- Kosovo - Valton Beqiri[144] (RTK)
- Kroatien – Duško Ćurlić (HRT 1)
- Lettland – Valters Frīdenbergs (LTV1
- Litauen – Darius Užkuraitis (LRT1
- Makedonien – Karolina Petkovska (MRT 1
- Malta – Gordon Bonello och Rodney Gauci (TVM HD
- Moldavien – Lidia Scarlat (Moldova 1 och Radio Moldova
- Montenegro –  (RTCG1; Sonja Savović och Sanja Pejović (Radio Crne Gore och Radio 98
- Nederländerna – Jan Smit och Daniël Dekker (Nederland 1
- Norge – Olav Viksmo Slettan (NRK1
- Portugal – Sílvia Alberto (RTP1
- Rumänien – Liana Stanciu (TVR1
- Ryssland – Yana Churikova och Yuriy Aksyuta (Channel One
- San Marino – Lia Fiorio och Gigi Restivo (SMtv San Marino
- Schweiz – Tyska: Sven Epiney (SRF zwei,  Italienska: Alessandro Bertoglio (RSI La 2 Franska: Jean-Marc Richard (RTS Deux
- Serbien – Duška Vučinić (RTS 1
- Slovenien – Andrej Hofer (RTV SLO2
- Spanien – José María Íñigo (La 2)
- Storbritannien – Scott Mills och Ana Matronic (BBC Three
- Sverige - Josefin Sundström (SVT1),  Carolina Norén och Björn Kjellman (SR P4, (final)
- Tyskland – Peter Urban (EinsFestival)
- Ukraina – Timur Miroshnychenko (Pershyi Natsionalnyi)
- Ungern – Gábor Gundel Takács (m1)
- Vitryssland – Evgeny Perlin (Belarus-1)
- Österrike – Andi Knoll (ORF eins

## Kalender
Nedan redovisas viktiga händelser som sker kring Eurovisionen, men också uttagningsdatum för de tävlande länderna. För uttagningsdatumen är det endast finaler som redovisas.

### 2012

#### Maj
- 26 maj: Finalen av ESC 2012 avgjordes i Baku, där Sverige vann.
- 27 maj: Armenien bekräftade att de skulle återvända till Eurovisionen efter ett års uppehåll.

#### Juni
- 20 juni: Sveriges Televisions deadline för Stockholm, Göteborg och Malmö att lämna in ansökan om att få vara värdstad 2013.
- 20 juni: Göteborg drog tillbaka sin värdstadsanmälan.
- juni: EBU röstade om att införa en regel om att alla EBU-medlemmar ska stå bakom kravet på mänskliga rättigheter och pressfrihet inom sina länder, för att inte bli uteslutna ur EBU och därmed inte få deltaga i ESC.

#### Juli
- 8 juli: Malmö presenterades som 2013 års värdstad med Malmö Arena som tillhörande värdarena.

#### September
- 1 september: Före detta datum fick inga tävlande ESC-bidrag för tävlingen år 2013 varit publicerade för allmän lyssning.
- 13 september: Luxemburgs nationella TV-bolag bekräftade att landet inte skulle ha råd att återkomma igen till år 2013.
- 17 september: Liechensteins nationella TV-bolag meddelade att landet inte skulle få vara med år 2013.
- 18 september: Tjeckiens nationella TV-bolag bekräftade att de inte skulle återkomma till år 2013.
- 20 september: Marockos nationella TV-bolag bekräftade att de inte skulle återkomma till år 2013.
- 24 september: Monacos och Andorras nationella TV-bolag bekräftade att de inte skulle återkomma till år 2013.

#### Oktober
- 17 oktober: Nederländerna presenterade sin artist.
- 17 oktober: Sveriges Television presenterade planerade förändringar och tankar inför Eurovisionen 2013.

#### November
- 7 november: EBU gick ut med en regelförändring i startordningen som från och med 2013 kommer bestämmas av de aktuella värdlandets producenter (dock i samråd med EBU:s referensgrupp).
- 7 november: Danmark och Norge fick sina semifinaler tilldelade genom lottning.
- 16 november: Belgien presenterade sin artist.
- 22 november: Polens nationella TV-bolag TVP meddelade att landet inte skulle återkomma till 2013.
- 22 november: Portugals nationella TV-bolag RTP meddelade att landet skulle hoppa av tävlingen till 2013.
- 26 november: En första omgång av biljetter till semifinalerna och finalen släpptes (både till livesändningarna och genrepen, totalt nio föreställningar).

#### December
- 3 december: De resterande parkettbiljetterna släpptes.
- 4 december: Slovakiens nationella TV-bolag RTVS meddelade att landet inte skulle medverka år 2013.
- 7 december: Vitryssland valde sitt bidrag (med artist).
- 14 december: Bosnien och Hercegovinas nationella TV-bolag BHRT meddelade att landet inte skulle medverka år 2013.
- 14 december: Turkiets nationella TV-bolag TRT meddelade att de kommer inte delta 2013.
- 15 december: Schweiz valde sitt bidrag (med artist).
- 15 december: Senast detta datum skulle tävlande länder ha bekräftat deltagande för ESC 2013.
- 16 december: Belgien valde sitt bidrag till sin artist.
- 17 december: Spanien presenterade sin artist.
- 20 december: Litauen valde sitt bidrag (med artist).
- 20 december: Montenegro presenterade sin artist.
- 21 december: EBU presenterade deltagarlistan för 2013 som innehöll totalt 39 länder.
- 21 december: EBU presenterade en förändring i 50:50-systemet som innebär att varje lands jury- och tittarpoäng förvandlas till ett rankingsystem där placeringarna sedan slås ihop och man får ut ett tredje resultat som ger poängen
- 21 december: EBU presenterade nya regler för repetitionsdagarna i maj.
- 22 december: Albanien valde sitt bidrag (med artist).
- 23 december: Ukraina valde sitt bidrag (med artist).
- 29 december: Makedonien presenterade sin artist.
- 31 december: Georgien presenterade sin artist.

### 2013

#### Januari
- 15 januari: Kroatien presenterade namnet på sitt bidrag.
- 17 januari: Semifinalslottningen hölls där de 33 semifinalisterna delades in i de två semifinalerna, samt avgörande om vilka tre direkvalificerade som ska rösta i den första semifinalen och vilka tre som ska rösta i den andra semifinalen.
- 17 januari: En andra omgång biljetter började säljas.
- 17 januari: Sveriges Television presenterade 2013 års logotyp och slogan.
- 22 januari: Armenien presenterade sin artist.
- 22 januari: Frankrike presenterade sitt bidrag (med artist).
- 26 januari: Danmark valde sitt bidrag (med artist).
- 28 januari: Sveriges Television presenterade programledaren.
- 30 januari: San Marino presenterade sitt bidrag (med artist).

#### Februari
- 1 februari: Cypern presenterade sin artist.
- 1 februari: Slovenien presenterade sin artist.
- 2 februari: Island valde sitt bidrag (med artist).
- 3 februari: Malta valde sitt bidrag (med artist).
- 5 februari: Georgien presenterade sitt bidrag till sin artist, dock endast den första versionen av låten utan inspelning.
- 9 februari: Finland valde sitt bidrag (med artist).
- 9 februari: Norge valde sitt bidrag (med artist).
- 10 februari: Bulgarien presenterade sin artist.
- 11 februari: Kroatien presenterade sin artist.
- 12 februari: Montenegro presenterade sitt bidrag till sin artist.
- 13 februari: Sveriges Television släppte den första skissen över hur scenen kommer att se ut.
- 14 februari: Cypern presenterade sitt bidrag till sin artist.
- 14 februari: Slovenien presenterade sitt bidrag till sin artist.
- 14 februari: Tyskland valde sitt bidrag (med artist).
- 15 februari: Österrike valde sitt bidrag (med artist).
- 16 februari: Italien valde sin artist.
- 16 februari: Lettland valde sitt bidrag (med artist).
- 18 februari: Grekland valde sitt bidrag (med artist).
- 19 februari: Ryssland presenterade sitt bidrag (med artist).
- 21 februari: Makedonien presenterade sitt bidrag till sin artist.
- 22 februari: Irland valde sitt bidrag (med artist).
- 22 februari: Nederländerna presenterade sitt bidrag till sin artist.
- 24 februari: Ryssland släppte den nya låtversionen av sitt bidrag.
- 26 februari: Spanien valde sitt bidrag till sin artist.
- 27 februari: Georgien släppte sitt bidrag i helhetsversion.
- 27 februari: Kroatien släppte sitt bidrag i helhetsversion samt presenterade det officiella artistnamnet.
- 27 februari: Makedonien släppte sitt bidrag i helhetsversion.

#### Mars
- 2 mars: Armenien valde sitt bidrag till sin artist.
- 2 mars: Estland valde sitt bidrag (med artist).
- 2 mars: Ungern valde sitt bidrag (med artist).
- 3 mars: Bulgarien valde sitt bidrag till sin artist.
- 3 mars: Serbien valde sitt bidrag (med artist).
- 7 mars: Israel valde sitt bidrag (med artist).
- 7 mars: Storbritannien presenterade sitt bidrag (med artist).
- 7 mars: Vitryssland presenterade ett nytt bidrag som landets artist ska tävla med i Eurovisionen.
- 9 mars: Rumänien valde sitt bidrag (med artist).
- 9 mars: Sverige valde sitt bidrag (med artist).
- 11 mars: Bulgariens nationella TV-bolag meddelade att landets bidrag hade bytts ut mot ett annat bidrag.
- 11 mars: Makedoniens nationella TV-bolag meddelade att man skulle byta ut landets bidrag mot ett annat bidrag.
- 11 mars: Nederländerna släppte sitt bidrag i helhetsversion.
- 12 mars: Albanien släppte den omarbetade versionen av sitt bidrag.
- 12 mars: Belgien släppte den omarbetade versionen av sitt bidrag.
- 13 mars: Frankrike släppte sitt bidrag i helhetsversion.
- 14 mars: Azerbajdzjan valde sitt bidrag (med artist).
- 14 mars: Montenegro släppte sitt bidrag i helhetsversion, samt presenterade en medtävlande till sin nuvarande artist.
- 14 mars: Schweiz artist presenterade sitt nya artistnamn.
- 15 mars: Makedonien presenterade sitt nya tävlingsbidrag.
- 15 mars: San Marino släppte sitt bidrag i helhetsversion.
- 16 mars: Moldavien valde sitt bidrag (med artist).
- 18 mars: Armenien meddelade att deras utvalda artist ska framträda tillsammans med sin nuvarande musikgrupp istället för att framträda själv i Malmö.
- 18 mars: Italien presenterade sitt bidrag.
- 18 mars: Sveriges position i finalen lottades och presenterades.
- 18 mars: Senast detta datum skulle alla tävlande länder ha valt artist och bidrag.
- 18 mars: EBU:s möte i värdstaden Malmö.
- 19 mars: Ytterligare information om scenen släpptes.
- 28 mars: Startordningen för semifinalerna presenterades.

#### April
(Observera att alla Inför-programstider gällde endast när sändningarna sändes i Sverige.)
- 4 april: Sångaren Andreas Kleerup presenterades som mellankt för den första semifinalen.
- 8 april: En tredje och sista omgång av biljetter till alla evenemangs respektive genrep och direktsändningar släpptes.
- 13 april: Eurovision In Concert 2013.
- 21 april: Inför Eurovision Song Contest 2013 (1:4).
- 28 april: Inför Eurovision Song Contest 2013 (2:4).

#### Maj
(Observera att alla Inför-programstider gällde endast när sändningarna gick i Sverige.)
- 5 maj: Inför Eurovision Song Contest 2013 (3:4).
- 6 maj: De första repetitionerna började i Malmö Arena.
- 8 maj: Sveriges Television presenterade artisten Eric Saade som intervjuare i Green Room under finalen.
- 8 maj: Makedonien presenterade ändringar i sitt framförandenummer, ändringar som man tvingats betala straffavgift för då de gjordes efter bidragsdeadline.
- 6-9 maj: Alla semifinalister repeterade varsin gång, vilket dock skedde bakom stänga dörrar för journalister på plats.
- 10 maj: Presscentret vid Malmö Arena öppnade.
- 11 maj: Makedonien meddelade att man ändrar tillbaka till originalversion av sitt bidrag.
- 10-12 maj: Alla länder, inkluderat de sex direktkvalificerade, fick repetera en gång till på scenen. Denna gång skedde alla repetitioner, dock utom de direktkvalificerades repetitioner, öppet för journalister på plats.
- 12 maj: Inför Eurovision Song Contest 2013 (4:4).
- 13 maj: Genrepet för semifinal 1 skedde (där jurygrupperna avlade sina röster).
- 14 maj: Live: Studio Eurovision (1:3).
- 14 maj: Semifinal 1 direktsändes.
- 15 maj: De sex direktkvalificerade länderna fick göra sin andra repetition på scenen.
- 15 maj: Genrepet för semifinal 2 skedde (där jurygrupperna avlade sina röster).
- 16 maj: Live: Studio Eurovision (2:3)
- 16 maj: Semifinal 2 direktsändes.
- 17 maj: Startordningen för finalen lades och presenterades ca kl. 02:44.
- 17 maj: Genrepet för finalen skedde (där jurygrupperna avlade sina röster).
- 18 maj: Live: Studio Eurovision (3:3)
- 18 maj: Finalen direktsändes och Danmark korades till årets vinnare.
- 19 maj: EBU presenterade alla röstningssiffror för semifinalerna och för finalen, dock endast de röster som hamnat i 50:50-läget.
- 29 maj: EBU presenterade det splittrade resultatet mellan jurygrupperna och tittarna i semifinalerna och finalen.

## Anteckningar
1. ↑  på uppdrag av ARD.